# Liste der Kulturdenkmäler in Hamburg-Farmsen-Berne (Gartenstadt Farmsen A–M)
Die Liste der Kulturdenkmäler in Hamburg-Farmsen-Berne (Gartenstadt Farmsen A–M) enthält die in der Denkmalliste ausgewiesenen Denkmäler der Gartenstadt Farmsen im Stadtteil Farmsen-Berne der Freien und Hansestadt Hamburg, deren Adresse einen Anfangsbuchstaben zwischen A und M hat.
Hinweis: Die Reihenfolge der Denkmäler in dieser Liste orientiert sich an den Straßennamen und ist alternativ nach Denkmallistennummer, Art (Objekt oder Ensemble), Typ, Datierung, Entwurf oder Beschreibung sortierbar.
Basis ist der Datensatz Denkmalliste Hamburg auf dem Open Data Portal Hamburg. Dieser enthält alle Objekte, die rechtskräftig nach dem Hamburger Denkmalschutzgesetz unter Denkmalschutz stehen (§ 6 Abs. 1 DSchG HA) oder zumindest zeitweise standen. Die Denkmalliste steht auch als PDF-Dokument zur Verfügung.
Die Gartenstadt Farmsen stand schon vor der Novelle des Denkmalschutzgesetzes unter Denkmalschutz, ein entsprechender Eintrag ist auf der Liste der Kulturdenkmäler im Hamburger Bezirk Wandsbek zu finden.
In der Spalte Lfd. Nr. ist die eindeutige Identifikationsnummer des Denkmals zu finden (in Klammern ggf. die Denkmalnummer nach altem Denkmalschutzgesetz). In der Spalte Art ist angegeben, ob es sich um ein Objekt („O“) oder ein Ensemble („E“) handelt. In der Spalte Ensemble ist ggf. die Nummer der Ensembles angegeben, zu der das Objekt gehört, bzw. bei Ensembles die Nummer des Ensembles selbst.
Die außerhalb der Gartenstadt Farmsen gelegenen Kulturdenkmäler Farmsen-Bernes sind auf der Liste der Kulturdenkmäler in Hamburg-Farmsen-Berne zu finden. Die innerhalb der Gartenstadt Farmsen gelegenen Kulturdenkmäler, deren Adresse einen Anfangsbuchstaben zwischen O und T hat, befinden sich auf der Liste der Kulturdenkmäler in Hamburg-Farmsen-Berne (Gartenstadt Farmsen O–T). Diese Listen mussten wegen ihrer Größe aufgespalten werden.

| ID           | Adresse                           | Art | Typ                         | Kurzbeschreibung | Datierung | Entwurf                             | Ensemble | Bild |
| ------------ | --------------------------------- | --- | --------------------------- | ---------------- | --------- | ----------------------------------- | -------- | ---- |
| 25223        | August-Krogmann-Straße 25 (Lage)  | O   | Geschäftshaus               |                  | 1953/1954 | Reichow, Hans Bernhard; Gühlk, Otto | 30964    | BW   |
| 25011        | August-Krogmann-Straße 35 (Lage)  | O   | Mehrfamilienhaus            |                  | 1953/1954 | Reichow, Hans Bernhard; Gühlk, Otto | 30964    | BW   |
| 25027        | August-Krogmann-Straße 36a (Lage) | O   | Zweifamilienhaus/Reihenhaus |                  | 1953/1954 | Reichow, Hans Bernhard; Gühlk, Otto | 30964    | BW   |
| 25028        | August-Krogmann-Straße 36b (Lage) | O   | Zweifamilienhaus/Reihenhaus |                  | 1953/1954 | Reichow, Hans Bernhard; Gühlk, Otto | 30964    | BW   |
| 25029        | August-Krogmann-Straße 36c (Lage) | O   | Zweifamilienhaus/Reihenhaus |                  | 1953/1954 | Reichow, Hans Bernhard; Gühlk, Otto | 30964    | BW   |
| 25030        | August-Krogmann-Straße 36d (Lage) | O   | Zweifamilienhaus/Reihenhaus |                  | 1953/1954 | Reichow, Hans Bernhard; Gühlk, Otto | 30964    | BW   |
| 25031        | August-Krogmann-Straße 36e (Lage) | O   | Zweifamilienhaus/Reihenhaus |                  | 1953/1954 | Reichow, Hans Bernhard; Gühlk, Otto | 30964    | BW   |
| 25032        | August-Krogmann-Straße 36f (Lage) | O   | Zweifamilienhaus/Reihenhaus |                  | 1953/1954 | Reichow, Hans Bernhard; Gühlk, Otto | 30964    | BW   |
| 25033        | August-Krogmann-Straße 36g (Lage) | O   | Zweifamilienhaus/Reihenhaus |                  | 1953/1954 | Reichow, Hans Bernhard; Gühlk, Otto | 30964    | BW   |
| 25034        | August-Krogmann-Straße 36h (Lage) | O   | Zweifamilienhaus/Reihenhaus |                  | 1953/1954 | Reichow, Hans Bernhard; Gühlk, Otto | 30964    | BW   |
| 25036        | August-Krogmann-Straße 38a (Lage) | O   | Zweifamilienhaus/Reihenhaus |                  | 1953/1954 | Reichow, Hans Bernhard; Gühlk, Otto | 30964    |      |
| 25038        | August-Krogmann-Straße 38b (Lage) | O   | Zweifamilienhaus/Reihenhaus |                  | 1953/1954 | Reichow, Hans Bernhard; Gühlk, Otto | 30964    | BW   |
| 25037        | August-Krogmann-Straße 38c (Lage) | O   | Zweifamilienhaus/Reihenhaus |                  | 1953/1954 | Reichow, Hans Bernhard; Gühlk, Otto | 30964    | BW   |
| 25039        | August-Krogmann-Straße 38d (Lage) | O   | Zweifamilienhaus/Reihenhaus |                  | 1953/1954 | Reichow, Hans Bernhard; Gühlk, Otto | 30964    | BW   |
| 25040        | August-Krogmann-Straße 38e (Lage) | O   | Zweifamilienhaus/Reihenhaus |                  | 1953/1954 | Reichow, Hans Bernhard; Gühlk, Otto | 30964    | BW   |
| 25041        | August-Krogmann-Straße 38f (Lage) | O   | Zweifamilienhaus/Reihenhaus |                  | 1953/1954 | Reichow, Hans Bernhard; Gühlk, Otto | 30964    | BW   |
| 25035        | August-Krogmann-Straße 38g (Lage) | O   | Zweifamilienhaus/Reihenhaus |                  | 1953/1954 | Reichow, Hans Bernhard; Gühlk, Otto | 30964    | BW   |
| 25229        | August-Krogmann-Straße 38h (Lage) | O   | Zweifamilienhaus/Reihenhaus |                  | 1953/1954 | Reichow, Hans Bernhard; Gühlk, Otto | 30964    | BW   |
| 25044        | August-Krogmann-Straße 40a (Lage) | O   | Zweifamilienhaus/Reihenhaus |                  | 1953/1954 | Reichow, Hans Bernhard; Gühlk, Otto | 30964    | BW   |
| 25045        | August-Krogmann-Straße 40b (Lage) | O   | Zweifamilienhaus/Reihenhaus |                  | 1953/1954 | Reichow, Hans Bernhard; Gühlk, Otto | 30964    | BW   |
| 25043        | August-Krogmann-Straße 40c (Lage) | O   | Zweifamilienhaus/Reihenhaus |                  | 1953/1954 | Reichow, Hans Bernhard; Gühlk, Otto | 30964    | BW   |
| 25047        | August-Krogmann-Straße 40d (Lage) | O   | Zweifamilienhaus/Reihenhaus |                  | 1953/1954 | Reichow, Hans Bernhard; Gühlk, Otto | 30964    | BW   |
| 25042        | August-Krogmann-Straße 40e (Lage) | O   | Zweifamilienhaus/Reihenhaus |                  | 1953/1954 | Reichow, Hans Bernhard; Gühlk, Otto | 30964    | BW   |
| 25046        | August-Krogmann-Straße 40f (Lage) | O   | Zweifamilienhaus/Reihenhaus |                  | 1953/1954 | Reichow, Hans Bernhard; Gühlk, Otto | 30964    | BW   |
| 25048        | August-Krogmann-Straße 40g (Lage) | O   | Zweifamilienhaus/Reihenhaus |                  | 1953/1954 | Reichow, Hans Bernhard; Gühlk, Otto | 30964    | BW   |
| 25026        | August-Krogmann-Straße 40h (Lage) | O   | Zweifamilienhaus/Reihenhaus |                  | 1953/1954 | Reichow, Hans Bernhard; Gühlk, Otto | 30964    | BW   |
| 25050        | August-Krogmann-Straße 42a (Lage) | O   | Zweifamilienhaus/Reihenhaus |                  | 1953/1954 | Reichow, Hans Bernhard; Gühlk, Otto | 30964    |      |
| 25049        | August-Krogmann-Straße 42b (Lage) | O   | Zweifamilienhaus/Reihenhaus |                  | 1953/1954 | Reichow, Hans Bernhard; Gühlk, Otto | 30964    | BW   |
| 25054        | August-Krogmann-Straße 42c (Lage) | O   | Zweifamilienhaus/Reihenhaus |                  | 1953/1954 | Reichow, Hans Bernhard; Gühlk, Otto | 30964    | BW   |
| 25052        | August-Krogmann-Straße 42d (Lage) | O   | Zweifamilienhaus/Reihenhaus |                  | 1953/1954 | Reichow, Hans Bernhard; Gühlk, Otto | 30964    | BW   |
| 25055        | August-Krogmann-Straße 42e (Lage) | O   | Zweifamilienhaus/Reihenhaus |                  | 1953/1954 | Reichow, Hans Bernhard; Gühlk, Otto | 30964    | BW   |
| 25053        | August-Krogmann-Straße 42f (Lage) | O   | Zweifamilienhaus/Reihenhaus |                  | 1953/1954 | Reichow, Hans Bernhard; Gühlk, Otto | 30964    | BW   |
| 25022        | August-Krogmann-Straße 42g (Lage) | O   | Zweifamilienhaus/Reihenhaus |                  | 1953/1954 | Reichow, Hans Bernhard; Gühlk, Otto | 30964    | BW   |
| 25051        | August-Krogmann-Straße 42h (Lage) | O   | Zweifamilienhaus/Reihenhaus |                  | 1953/1954 | Reichow, Hans Bernhard; Gühlk, Otto | 30964    | BW   |
| 24176        | August-Krogmann-Straße 44a (Lage) | O   | Zweifamilienhaus/Reihenhaus |                  | 1953/1954 | Reichow, Hans Bernhard; Gühlk, Otto | 30964    | BW   |
| 25024        | August-Krogmann-Straße 44b (Lage) | O   | Zweifamilienhaus/Reihenhaus |                  | 1953/1954 | Reichow, Hans Bernhard; Gühlk, Otto | 30964    | BW   |
| 24177        | August-Krogmann-Straße 44c (Lage) | O   | Zweifamilienhaus/Reihenhaus |                  | 1953/1954 | Reichow, Hans Bernhard; Gühlk, Otto | 30964    | BW   |
| 25057        | August-Krogmann-Straße 44d (Lage) | O   | Zweifamilienhaus/Reihenhaus |                  | 1953/1954 | Reichow, Hans Bernhard; Gühlk, Otto | 30964    | BW   |
| 25056        | August-Krogmann-Straße 44e (Lage) | O   | Zweifamilienhaus/Reihenhaus |                  | 1953/1954 | Reichow, Hans Bernhard; Gühlk, Otto | 30964    | BW   |
| 24233        | August-Krogmann-Straße 44f (Lage) | O   | Zweifamilienhaus/Reihenhaus |                  | 1953/1954 | Reichow, Hans Bernhard; Gühlk, Otto | 30964    | BW   |
| 24234        | August-Krogmann-Straße 44g (Lage) | O   | Zweifamilienhaus/Reihenhaus |                  | 1953/1954 | Reichow, Hans Bernhard; Gühlk, Otto | 30964    | BW   |
| 24235        | August-Krogmann-Straße 44h (Lage) | O   | Zweifamilienhaus/Reihenhaus |                  | 1953/1954 | Reichow, Hans Bernhard; Gühlk, Otto | 30964    | BW   |
| 24178        | August-Krogmann-Straße 45 (Lage)  | O   | Zweifamilienhaus/Reihenhaus |                  | 1953/1954 | Reichow, Hans Bernhard; Gühlk, Otto | 30964    |      |
| 25061        | August-Krogmann-Straße 46a (Lage) | O   | Zweifamilienhaus/Reihenhaus |                  | 1953/1954 | Reichow, Hans Bernhard; Gühlk, Otto | 30964    | BW   |
| 25023        | August-Krogmann-Straße 46b (Lage) | O   | Zweifamilienhaus/Reihenhaus |                  | 1953/1954 | Reichow, Hans Bernhard; Gühlk, Otto | 30964    | BW   |
| 25058        | August-Krogmann-Straße 46c (Lage) | O   | Zweifamilienhaus/Reihenhaus |                  | 1953/1954 | Reichow, Hans Bernhard; Gühlk, Otto | 30964    | BW   |
| 25060        | August-Krogmann-Straße 46d (Lage) | O   | Zweifamilienhaus/Reihenhaus |                  | 1953/1954 | Reichow, Hans Bernhard; Gühlk, Otto | 30964    | BW   |
| 25062        | August-Krogmann-Straße 46e (Lage) | O   | Zweifamilienhaus/Reihenhaus |                  | 1953/1954 | Reichow, Hans Bernhard; Gühlk, Otto | 30964    | BW   |
| 25063        | August-Krogmann-Straße 46f (Lage) | O   | Zweifamilienhaus/Reihenhaus |                  | 1953/1954 | Reichow, Hans Bernhard; Gühlk, Otto | 30964    | BW   |
| 25064        | August-Krogmann-Straße 46g (Lage) | O   | Zweifamilienhaus/Reihenhaus |                  | 1953/1954 | Reichow, Hans Bernhard; Gühlk, Otto | 30964    | BW   |
| 25059        | August-Krogmann-Straße 46h (Lage) | O   | Zweifamilienhaus/Reihenhaus |                  | 1953/1954 | Reichow, Hans Bernhard; Gühlk, Otto | 30964    | BW   |
| 25065        | August-Krogmann-Straße 48a (Lage) | O   | Zweifamilienhaus/Reihenhaus |                  | 1953/1954 | Reichow, Hans Bernhard; Gühlk, Otto | 30964    | BW   |
| 25066        | August-Krogmann-Straße 48b (Lage) | O   | Zweifamilienhaus/Reihenhaus |                  | 1953/1954 | Reichow, Hans Bernhard; Gühlk, Otto | 30964    | BW   |
| 25067        | August-Krogmann-Straße 48c (Lage) | O   | Zweifamilienhaus/Reihenhaus |                  | 1953/1954 | Reichow, Hans Bernhard; Gühlk, Otto | 30964    | BW   |
| 25068        | August-Krogmann-Straße 48d (Lage) | O   | Zweifamilienhaus/Reihenhaus |                  | 1953/1954 | Reichow, Hans Bernhard; Gühlk, Otto | 30964    | BW   |
| 25069        | August-Krogmann-Straße 48e (Lage) | O   | Zweifamilienhaus/Reihenhaus |                  | 1953/1954 | Reichow, Hans Bernhard; Gühlk, Otto | 30964    | BW   |
| 25070        | August-Krogmann-Straße 48f (Lage) | O   | Zweifamilienhaus/Reihenhaus |                  | 1953/1954 | Reichow, Hans Bernhard; Gühlk, Otto | 30964    | BW   |
| 25071        | August-Krogmann-Straße 48g (Lage) | O   | Zweifamilienhaus/Reihenhaus |                  | 1953/1954 | Reichow, Hans Bernhard; Gühlk, Otto | 30964    | BW   |
| 25072        | August-Krogmann-Straße 48h (Lage) | O   | Zweifamilienhaus/Reihenhaus |                  | 1953/1954 | Reichow, Hans Bernhard; Gühlk, Otto | 30964    | BW   |
| 25077        | August-Krogmann-Straße 50a (Lage) | O   | Zweifamilienhaus/Reihenhaus |                  | 1953/1954 | Reichow, Hans Bernhard; Gühlk, Otto | 30964    | BW   |
| 25073        | August-Krogmann-Straße 50b (Lage) | O   | Zweifamilienhaus/Reihenhaus |                  | 1953/1954 | Reichow, Hans Bernhard; Gühlk, Otto | 30964    | BW   |
| 25074        | August-Krogmann-Straße 50c (Lage) | O   | Zweifamilienhaus/Reihenhaus |                  | 1953/1954 | Reichow, Hans Bernhard; Gühlk, Otto | 30964    | BW   |
| 25076        | August-Krogmann-Straße 50d (Lage) | O   | Zweifamilienhaus/Reihenhaus |                  | 1953/1954 | Reichow, Hans Bernhard; Gühlk, Otto | 30964    | BW   |
| 25078        | August-Krogmann-Straße 50e (Lage) | O   | Zweifamilienhaus/Reihenhaus |                  | 1953/1954 | Reichow, Hans Bernhard; Gühlk, Otto | 30964    | BW   |
| 25079        | August-Krogmann-Straße 50f (Lage) | O   | Zweifamilienhaus/Reihenhaus |                  | 1953/1954 | Reichow, Hans Bernhard; Gühlk, Otto | 30964    | BW   |
| 25025        | August-Krogmann-Straße 50g (Lage) | O   | Zweifamilienhaus/Reihenhaus |                  | 1953/1954 | Reichow, Hans Bernhard; Gühlk, Otto | 30964    | BW   |
| 25075        | August-Krogmann-Straße 50h (Lage) | O   | Zweifamilienhaus/Reihenhaus |                  | 1953/1954 | Reichow, Hans Bernhard; Gühlk, Otto | 30964    | BW   |
| 25010        | August-Krogmann-Straße 59 (Lage)  | O   | Mehrfamilienhaus            |                  | 1953/1954 | Reichow, Hans Bernhard; Gühlk, Otto | 30964    | BW   |
| 25836        | Bramfelder Weg 35 (Lage)          | O   | Gebäude                     |                  | 1953/1954 | Reichow, Hans Bernhard; Gühlk, Otto | 30964    | BW   |
| 25616        | Bramfelder Weg 36 (Lage)          | O   | Mehrfamilienhaus            |                  | 1953/1954 | Reichow, Hans Bernhard; Gühlk, Otto | 30964    |      |
| 25222        | Bramfelder Weg 37 (Lage)          | O   | Mehrfamilienhaus            |                  | 1953/1954 | Reichow, Hans Bernhard; Gühlk, Otto | 30964    | BW   |
| 25226        | Bramfelder Weg 38a (Lage)         | O   | Mehrfamilienhaus            |                  | 1953/1954 | Reichow, Hans Bernhard; Gühlk, Otto | 30964    |      |
| 25617        | Bramfelder Weg 38b (Lage)         | O   | Mehrfamilienhaus            |                  | 1953/1954 | Reichow, Hans Bernhard; Gühlk, Otto | 30964    | BW   |
| 25618        | Bramfelder Weg 38c (Lage)         | O   | Mehrfamilienhaus            |                  | 1953/1954 | Reichow, Hans Bernhard; Gühlk, Otto | 30964    | BW   |
| 25619        | Bramfelder Weg 38d (Lage)         | O   | Mehrfamilienhaus            |                  | 1953/1954 | Reichow, Hans Bernhard; Gühlk, Otto | 30964    | BW   |
| 25838        | Bramfelder Weg 39 (Lage)          | O   | Mehrfamilienhaus            |                  | 1953/1954 | Reichow, Hans Bernhard; Gühlk, Otto | 30964    | BW   |
| 25613        | Bramfelder Weg 40a (Lage)         | O   | Mehrfamilienhaus            |                  | 1953/1954 | Reichow, Hans Bernhard; Gühlk, Otto | 30964    |      |
| 25620        | Bramfelder Weg 40b (Lage)         | O   | Mehrfamilienhaus            |                  | 1953/1954 | Reichow, Hans Bernhard; Gühlk, Otto | 30964    | BW   |
| 25621        | Bramfelder Weg 40c (Lage)         | O   | Mehrfamilienhaus            |                  | 1953/1954 | Reichow, Hans Bernhard; Gühlk, Otto | 30964    | BW   |
| 25622        | Bramfelder Weg 40d (Lage)         | O   | Mehrfamilienhaus            |                  | 1953/1954 | Reichow, Hans Bernhard; Gühlk, Otto | 30964    |      |
| 25837        | Bramfelder Weg 41 (Lage)          | O   | Mehrfamilienhaus            |                  | 1953/1954 | Reichow, Hans Bernhard; Gühlk, Otto | 30964    | BW   |
| 25614        | Bramfelder Weg 42a (Lage)         | O   | Mehrfamilienhaus            |                  | 1953/1954 | Reichow, Hans Bernhard; Gühlk, Otto | 30964    |      |
| 25623        | Bramfelder Weg 42b (Lage)         | O   | Mehrfamilienhaus            |                  | 1953/1954 | Reichow, Hans Bernhard; Gühlk, Otto | 30964    | BW   |
| 25624        | Bramfelder Weg 42c (Lage)         | O   | Mehrfamilienhaus            |                  | 1953/1954 | Reichow, Hans Bernhard; Gühlk, Otto | 30964    | BW   |
| 25625        | Bramfelder Weg 42d (Lage)         | O   | Mehrfamilienhaus            |                  | 1953/1954 | Reichow, Hans Bernhard; Gühlk, Otto | 30964    | BW   |
| 25839        | Bramfelder Weg 43 (Lage)          | O   | Mehrfamilienhaus            |                  | 1953/1954 | Reichow, Hans Bernhard; Gühlk, Otto | 30964    | BW   |
| 25626        | Bramfelder Weg 44a (Lage)         | O   | Mehrfamilienhaus            |                  | 1953/1954 | Reichow, Hans Bernhard; Gühlk, Otto | 30964    |      |
| 25674        | Bramfelder Weg 44b (Lage)         | O   | Mehrfamilienhaus            |                  | 1953/1954 | Reichow, Hans Bernhard; Gühlk, Otto | 30964    | BW   |
| 25675        | Bramfelder Weg 44c (Lage)         | O   | Mehrfamilienhaus            |                  | 1953/1954 | Reichow, Hans Bernhard; Gühlk, Otto | 30964    |      |
| 25615        | Bramfelder Weg 44d (Lage)         | O   | Mehrfamilienhaus            |                  | 1953/1954 | Reichow, Hans Bernhard; Gühlk, Otto | 30964    | BW   |
| 25840        | Bramfelder Weg 45 (Lage)          | O   | Mehrfamilienhaus            |                  | 1953/1954 | Reichow, Hans Bernhard; Gühlk, Otto | 30964    | BW   |
| 25612        | Bramfelder Weg 46 (Lage)          | O   | Mehrfamilienhaus            |                  | 1953/1954 | Reichow, Hans Bernhard; Gühlk, Otto | 30964    |      |
| 25841        | Bramfelder Weg 47 (Lage)          | O   | Mehrfamilienhaus            |                  | 1953/1954 | Reichow, Hans Bernhard; Gühlk, Otto | 30964    | BW   |
| 25842        | Bramfelder Weg 47a (Lage)         | O   | Mehrfamilienhaus            |                  | 1953/1954 | Reichow, Hans Bernhard; Gühlk, Otto | 30964    | BW   |
| 25843        | Bramfelder Weg 47b (Lage)         | O   | Mehrfamilienhaus            |                  | 1953/1954 | Reichow, Hans Bernhard; Gühlk, Otto | 30964    | BW   |
| 25844        | Bramfelder Weg 47c (Lage)         | O   | Mehrfamilienhaus            |                  | 1953/1954 | Reichow, Hans Bernhard; Gühlk, Otto | 30964    | BW   |
| 25845        | Bramfelder Weg 49 (Lage)          | O   | Mehrfamilienhaus            |                  | 1953/1954 | Reichow, Hans Bernhard; Gühlk, Otto | 30964    | BW   |
| 25846        | Bramfelder Weg 49a (Lage)         | O   | Mehrfamilienhaus            |                  | 1953/1954 | Reichow, Hans Bernhard; Gühlk, Otto | 30964    | BW   |
| 25847        | Bramfelder Weg 49b (Lage)         | O   | Mehrfamilienhaus            |                  | 1953/1954 | Reichow, Hans Bernhard; Gühlk, Otto | 30964    | BW   |
| 25848        | Bramfelder Weg 49c (Lage)         | O   | Mehrfamilienhaus            |                  | 1953/1954 | Reichow, Hans Bernhard; Gühlk, Otto | 30964    | BW   |
| 25850        | Bramfelder Weg 51 (Lage)          | O   | Mehrfamilienhaus            |                  | 1953/1954 | Reichow, Hans Bernhard; Gühlk, Otto | 30964    | BW   |
| 25849        | Bramfelder Weg 51a (Lage)         | O   | Mehrfamilienhaus            |                  | 1953/1954 | Reichow, Hans Bernhard; Gühlk, Otto | 30964    | BW   |
| 25851        | Bramfelder Weg 51a (Lage)         | O   | Mehrfamilienhaus            |                  | 1953/1954 | Reichow, Hans Bernhard; Gühlk, Otto | 30964    | BW   |
| 25852        | Bramfelder Weg 51b (Lage)         | O   | Mehrfamilienhaus            |                  | 1953/1954 | Reichow, Hans Bernhard; Gühlk, Otto | 30964    | BW   |
| 25853        | Bramfelder Weg 51c (Lage)         | O   | Mehrfamilienhaus            |                  | 1953/1954 | Reichow, Hans Bernhard; Gühlk, Otto | 30964    | BW   |
| 23575 (1405) | Feldschmiede 1 (Lage)             | O   | Reihenhaus                  |                  | 1953/1954 | Reichow, Hans Bernhard; Gühlk, Otto | 30964    | BW   |
| 23590 (1405) | Feldschmiede 1a (Lage)            | O   | Reihenhaus                  |                  | 1953/1954 | Reichow, Hans Bernhard; Gühlk, Otto | 30964    | BW   |
| 23591 (1405) | Feldschmiede 1b (Lage)            | O   | Reihenhaus                  |                  | 1953/1954 | Reichow, Hans Bernhard; Gühlk, Otto | 30964    | BW   |
| 23592 (1405) | Feldschmiede 1c (Lage)            | O   | Reihenhaus                  |                  | 1953/1954 | Reichow, Hans Bernhard; Gühlk, Otto | 30964    | BW   |
| 23593 (1405) | Feldschmiede 1d (Lage)            | O   | Reihenhaus                  |                  | 1953/1954 | Reichow, Hans Bernhard; Gühlk, Otto | 30964    | BW   |
| 23594 (1405) | Feldschmiede 1e (Lage)            | O   | Reihenhaus                  |                  | 1953/1954 | Reichow, Hans Bernhard; Gühlk, Otto | 30964    | BW   |
| 23595 (1405) | Feldschmiede 1f (Lage)            | O   | Reihenhaus                  |                  | 1953/1954 | Reichow, Hans Bernhard; Gühlk, Otto | 30964    | BW   |
| 25484        | Feldschmiede 2a (Lage)            | O   | Reihenhaus                  |                  | 1953/1954 | Reichow, Hans Bernhard; Gühlk, Otto | 30964    | BW   |
| 25492        | Feldschmiede 2b (Lage)            | O   | Reihenhaus                  |                  | 1953/1954 | Reichow, Hans Bernhard; Gühlk, Otto | 30964    | BW   |
| 25493        | Feldschmiede 2c (Lage)            | O   | Reihenhaus                  |                  | 1953/1954 | Reichow, Hans Bernhard; Gühlk, Otto | 30964    | BW   |
| 25494        | Feldschmiede 2d (Lage)            | O   | Reihenhaus                  |                  | 1953/1954 | Reichow, Hans Bernhard; Gühlk, Otto | 30964    | BW   |
| 25495        | Feldschmiede 2e (Lage)            | O   | Reihenhaus                  |                  | 1953/1954 | Reichow, Hans Bernhard; Gühlk, Otto | 30964    | BW   |
| 25496        | Feldschmiede 2f (Lage)            | O   | Reihenhaus                  |                  | 1953/1954 | Reichow, Hans Bernhard; Gühlk, Otto | 30964    | BW   |
| 25497        | Feldschmiede 2g (Lage)            | O   | Reihenhaus                  |                  | 1953/1954 | Reichow, Hans Bernhard; Gühlk, Otto | 30964    | BW   |
| 25498        | Feldschmiede 2h (Lage)            | O   | Reihenhaus                  |                  | 1953/1954 | Reichow, Hans Bernhard; Gühlk, Otto | 30964    | BW   |
| 25499        | Feldschmiede 2i (Lage)            | O   | Reihenhaus                  |                  | 1953/1954 | Reichow, Hans Bernhard; Gühlk, Otto | 30964    | BW   |
| 25500        | Feldschmiede 2k (Lage)            | O   | Reihenhaus                  |                  | 1953/1954 | Reichow, Hans Bernhard; Gühlk, Otto | 30964    | BW   |
| 23585 (1405) | Feldschmiede 3a (Lage)            | O   | Reihenhaus                  |                  | 1953/1954 | Reichow, Hans Bernhard; Gühlk, Otto | 30964    | BW   |
| 25327        | Feldschmiede 3b (Lage)            | O   | Reihenhaus                  |                  | 1953/1954 | Reichow, Hans Bernhard; Gühlk, Otto | 30964    | BW   |
| 25328        | Feldschmiede 3c (Lage)            | O   | Reihenhaus                  |                  | 1953/1954 | Reichow, Hans Bernhard; Gühlk, Otto | 30964    | BW   |
| 25329        | Feldschmiede 3d (Lage)            | O   | Reihenhaus                  |                  | 1953/1954 | Reichow, Hans Bernhard; Gühlk, Otto | 30964    | BW   |
| 25330        | Feldschmiede 3e (Lage)            | O   | Reihenhaus                  |                  | 1953/1954 | Reichow, Hans Bernhard; Gühlk, Otto | 30964    | BW   |
| 25331        | Feldschmiede 3f (Lage)            | O   | Reihenhaus                  |                  | 1953/1954 | Reichow, Hans Bernhard; Gühlk, Otto | 30964    | BW   |
| 25332        | Feldschmiede 3g (Lage)            | O   | Reihenhaus                  |                  | 1953/1954 | Reichow, Hans Bernhard; Gühlk, Otto | 30964    | BW   |
| 25333        | Feldschmiede 3h (Lage)            | O   | Reihenhaus                  |                  | 1953/1954 | Reichow, Hans Bernhard; Gühlk, Otto | 30964    | BW   |
| 25334        | Feldschmiede 3i (Lage)            | O   | Reihenhaus                  |                  | 1953/1954 | Reichow, Hans Bernhard; Gühlk, Otto | 30964    | BW   |
| 25335        | Feldschmiede 3k (Lage)            | O   | Reihenhaus                  |                  | 1953/1954 | Reichow, Hans Bernhard; Gühlk, Otto | 30964    | BW   |
| 25336        | Feldschmiede 3l (Lage)            | O   | Reihenhaus                  |                  | 1953/1954 | Reichow, Hans Bernhard; Gühlk, Otto | 30964    | BW   |
| 24328        | Feldschmiede 4a (Lage)            | O   | Reihenhaus                  |                  | 1953/1954 | Reichow, Hans Bernhard; Gühlk, Otto | 30964    | BW   |
| 25501        | Feldschmiede 4b (Lage)            | O   | Reihenhaus                  |                  | 1953/1954 | Reichow, Hans Bernhard; Gühlk, Otto | 30964    | BW   |
| 25502        | Feldschmiede 4c (Lage)            | O   | Reihenhaus                  |                  | 1953/1954 | Reichow, Hans Bernhard; Gühlk, Otto | 30964    | BW   |
| 25503        | Feldschmiede 4d (Lage)            | O   | Reihenhaus                  |                  | 1953/1954 | Reichow, Hans Bernhard; Gühlk, Otto | 30964    | BW   |
| 25504        | Feldschmiede 4e (Lage)            | O   | Reihenhaus                  |                  | 1953/1954 | Reichow, Hans Bernhard; Gühlk, Otto | 30964    | BW   |
| 25505        | Feldschmiede 4f (Lage)            | O   | Reihenhaus                  |                  | 1953/1954 | Reichow, Hans Bernhard; Gühlk, Otto | 30964    | BW   |
| 25506        | Feldschmiede 4g (Lage)            | O   | Reihenhaus                  |                  | 1953/1954 | Reichow, Hans Bernhard; Gühlk, Otto | 30964    | BW   |
| 25507        | Feldschmiede 4h (Lage)            | O   | Reihenhaus                  |                  | 1953/1954 | Reichow, Hans Bernhard; Gühlk, Otto | 30964    | BW   |
| 25508        | Feldschmiede 4i (Lage)            | O   | Reihenhaus                  |                  | 1953/1954 | Reichow, Hans Bernhard; Gühlk, Otto | 30964    | BW   |
| 25509        | Feldschmiede 4k (Lage)            | O   | Reihenhaus                  |                  | 1953/1954 | Reichow, Hans Bernhard; Gühlk, Otto | 30964    | BW   |
| 25510        | Feldschmiede 4l (Lage)            | O   | Reihenhaus                  |                  | 1953/1954 | Reichow, Hans Bernhard; Gühlk, Otto | 30964    | BW   |
| 23576 (1405) | Feldschmiede 5a (Lage)            | O   | Reihenhaus                  |                  | 1953/1954 | Reichow, Hans Bernhard; Gühlk, Otto | 30964    | BW   |
| 25337        | Feldschmiede 5b (Lage)            | O   | Reihenhaus                  |                  | 1953/1954 | Reichow, Hans Bernhard; Gühlk, Otto | 30964    | BW   |
| 25338        | Feldschmiede 5c (Lage)            | O   | Reihenhaus                  |                  | 1953/1954 | Reichow, Hans Bernhard; Gühlk, Otto | 30964    | BW   |
| 25339        | Feldschmiede 5d (Lage)            | O   | Reihenhaus                  |                  | 1953/1954 | Reichow, Hans Bernhard; Gühlk, Otto | 30964    | BW   |
| 25340        | Feldschmiede 5e (Lage)            | O   | Reihenhaus                  |                  | 1953/1954 | Reichow, Hans Bernhard; Gühlk, Otto | 30964    | BW   |
| 25341        | Feldschmiede 5f (Lage)            | O   | Reihenhaus                  |                  | 1953/1954 | Reichow, Hans Bernhard; Gühlk, Otto | 30964    | BW   |
| 25342        | Feldschmiede 5g (Lage)            | O   | Reihenhaus                  |                  | 1953/1954 | Reichow, Hans Bernhard; Gühlk, Otto | 30964    | BW   |
| 25343        | Feldschmiede 5h (Lage)            | O   | Reihenhaus                  |                  | 1953/1954 | Reichow, Hans Bernhard; Gühlk, Otto | 30964    | BW   |
| 25344        | Feldschmiede 5i (Lage)            | O   | Reihenhaus                  |                  | 1953/1954 | Reichow, Hans Bernhard; Gühlk, Otto | 30964    | BW   |
| 25345        | Feldschmiede 5k (Lage)            | O   | Reihenhaus                  |                  | 1953/1954 | Reichow, Hans Bernhard; Gühlk, Otto | 30964    | BW   |
| 25346        | Feldschmiede 5l (Lage)            | O   | Reihenhaus                  |                  | 1953/1954 | Reichow, Hans Bernhard; Gühlk, Otto | 30964    | BW   |
| 24330        | Feldschmiede 6a (Lage)            | O   | Reihenhaus                  |                  | 1953/1954 | Reichow, Hans Bernhard; Gühlk, Otto | 30964    | BW   |
| 24700        | Feldschmiede 6b (Lage)            | O   | Reihenhaus                  |                  | 1953/1954 | Reichow, Hans Bernhard; Gühlk, Otto | 30964    | BW   |
| 24702        | Feldschmiede 6c (Lage)            | O   | Reihenhaus                  |                  | 1953/1954 | Reichow, Hans Bernhard; Gühlk, Otto | 30964    | BW   |
| 24701        | Feldschmiede 6d (Lage)            | O   | Reihenhaus                  |                  | 1953/1954 | Reichow, Hans Bernhard; Gühlk, Otto | 30964    | BW   |
| 24703        | Feldschmiede 6e (Lage)            | O   | Reihenhaus                  |                  | 1953/1954 | Reichow, Hans Bernhard; Gühlk, Otto | 30964    | BW   |
| 24704        | Feldschmiede 6f (Lage)            | O   | Reihenhaus                  |                  | 1953/1954 | Reichow, Hans Bernhard; Gühlk, Otto | 30964    | BW   |
| 24705        | Feldschmiede 6g (Lage)            | O   | Reihenhaus                  |                  | 1953/1954 | Reichow, Hans Bernhard; Gühlk, Otto | 30964    | BW   |
| 24706        | Feldschmiede 6h (Lage)            | O   | Reihenhaus                  |                  | 1953/1954 | Reichow, Hans Bernhard; Gühlk, Otto | 30964    | BW   |
| 24707        | Feldschmiede 6i (Lage)            | O   | Reihenhaus                  |                  | 1953/1954 | Reichow, Hans Bernhard; Gühlk, Otto | 30964    | BW   |
| 24708        | Feldschmiede 6k (Lage)            | O   | Reihenhaus                  |                  | 1953/1954 | Reichow, Hans Bernhard; Gühlk, Otto | 30964    | BW   |
| 24709        | Feldschmiede 6l (Lage)            | O   | Reihenhaus                  |                  | 1953/1954 | Reichow, Hans Bernhard; Gühlk, Otto | 30964    | BW   |
| 23581 (1405) | Feldschmiede 7a (Lage)            | O   | Reihenhaus                  |                  | 1953/1954 | Reichow, Hans Bernhard; Gühlk, Otto | 30964    | BW   |
| 25347        | Feldschmiede 7b (Lage)            | O   | Reihenhaus                  |                  | 1953/1954 | Reichow, Hans Bernhard; Gühlk, Otto | 30964    | BW   |
| 25348        | Feldschmiede 7c (Lage)            | O   | Reihenhaus                  |                  | 1953/1954 | Reichow, Hans Bernhard; Gühlk, Otto | 30964    | BW   |
| 25349        | Feldschmiede 7d (Lage)            | O   | Reihenhaus                  |                  | 1953/1954 | Reichow, Hans Bernhard; Gühlk, Otto | 30964    | BW   |
| 25350        | Feldschmiede 7e (Lage)            | O   | Reihenhaus                  |                  | 1953/1954 | Reichow, Hans Bernhard; Gühlk, Otto | 30964    | BW   |
| 25351        | Feldschmiede 7f (Lage)            | O   | Reihenhaus                  |                  | 1953/1954 | Reichow, Hans Bernhard; Gühlk, Otto | 30964    | BW   |
| 25352        | Feldschmiede 7g (Lage)            | O   | Reihenhaus                  |                  | 1953/1954 | Reichow, Hans Bernhard; Gühlk, Otto | 30964    | BW   |
| 25353        | Feldschmiede 7h (Lage)            | O   | Reihenhaus                  |                  | 1953/1954 | Reichow, Hans Bernhard; Gühlk, Otto | 30964    | BW   |
| 25354        | Feldschmiede 7i (Lage)            | O   | Reihenhaus                  |                  | 1953/1954 | Reichow, Hans Bernhard; Gühlk, Otto | 30964    | BW   |
| 25355        | Feldschmiede 7k (Lage)            | O   | Reihenhaus                  |                  | 1953/1954 | Reichow, Hans Bernhard; Gühlk, Otto | 30964    | BW   |
| 25356        | Feldschmiede 7l (Lage)            | O   | Reihenhaus                  |                  | 1953/1954 | Reichow, Hans Bernhard; Gühlk, Otto | 30964    | BW   |
| 25486        | Feldschmiede 8a (Lage)            | O   | Reihenhaus                  |                  | 1953/1954 | Reichow, Hans Bernhard; Gühlk, Otto | 30964    | BW   |
| 24710        | Feldschmiede 8b (Lage)            | O   | Reihenhaus                  |                  | 1953/1954 | Reichow, Hans Bernhard; Gühlk, Otto | 30964    | BW   |
| 24711        | Feldschmiede 8c (Lage)            | O   | Reihenhaus                  |                  | 1953/1954 | Reichow, Hans Bernhard; Gühlk, Otto | 30964    | BW   |
| 24712        | Feldschmiede 8d (Lage)            | O   | Reihenhaus                  |                  | 1953/1954 | Reichow, Hans Bernhard; Gühlk, Otto | 30964    | BW   |
| 24713        | Feldschmiede 8e (Lage)            | O   | Reihenhaus                  |                  | 1953/1954 | Reichow, Hans Bernhard; Gühlk, Otto | 30964    | BW   |
| 24714        | Feldschmiede 8f (Lage)            | O   | Reihenhaus                  |                  | 1953/1954 | Reichow, Hans Bernhard; Gühlk, Otto | 30964    | BW   |
| 25511        | Feldschmiede 8g (Lage)            | O   | Reihenhaus                  |                  | 1953/1954 | Reichow, Hans Bernhard; Gühlk, Otto | 30964    | BW   |
| 25512        | Feldschmiede 8h (Lage)            | O   | Reihenhaus                  |                  | 1953/1954 | Reichow, Hans Bernhard; Gühlk, Otto | 30964    | BW   |
| 25513        | Feldschmiede 8i (Lage)            | O   | Reihenhaus                  |                  | 1953/1954 | Reichow, Hans Bernhard; Gühlk, Otto | 30964    | BW   |
| 25514        | Feldschmiede 8k (Lage)            | O   | Reihenhaus                  |                  | 1953/1954 | Reichow, Hans Bernhard; Gühlk, Otto | 30964    | BW   |
| 25515        | Feldschmiede 8l (Lage)            | O   | Reihenhaus                  |                  | 1953/1954 | Reichow, Hans Bernhard; Gühlk, Otto | 30964    | BW   |
| 23582 (1405) | Feldschmiede 9a (Lage)            | O   | Reihenhaus                  |                  | 1953/1954 | Reichow, Hans Bernhard; Gühlk, Otto | 30964    | BW   |
| 25454        | Feldschmiede 9b (Lage)            | O   | Reihenhaus                  |                  | 1953/1954 | Reichow, Hans Bernhard; Gühlk, Otto | 30964    | BW   |
| 25455        | Feldschmiede 9c (Lage)            | O   | Reihenhaus                  |                  | 1953/1954 | Reichow, Hans Bernhard; Gühlk, Otto | 30964    | BW   |
| 25456        | Feldschmiede 9d (Lage)            | O   | Reihenhaus                  |                  | 1953/1954 | Reichow, Hans Bernhard; Gühlk, Otto | 30964    | BW   |
| 25457        | Feldschmiede 9e (Lage)            | O   | Reihenhaus                  |                  | 1953/1954 | Reichow, Hans Bernhard; Gühlk, Otto | 30964    | BW   |
| 25458        | Feldschmiede 9f (Lage)            | O   | Reihenhaus                  |                  | 1953/1954 | Reichow, Hans Bernhard; Gühlk, Otto | 30964    | BW   |
| 25459        | Feldschmiede 9g (Lage)            | O   | Reihenhaus                  |                  | 1953/1954 | Reichow, Hans Bernhard; Gühlk, Otto | 30964    | BW   |
| 25460        | Feldschmiede 9h (Lage)            | O   | Reihenhaus                  |                  | 1953/1954 | Reichow, Hans Bernhard; Gühlk, Otto | 30964    | BW   |
| 25461        | Feldschmiede 9i (Lage)            | O   | Reihenhaus                  |                  | 1953/1954 | Reichow, Hans Bernhard; Gühlk, Otto | 30964    | BW   |
| 25462        | Feldschmiede 9k (Lage)            | O   | Reihenhaus                  |                  | 1953/1954 | Reichow, Hans Bernhard; Gühlk, Otto | 30964    | BW   |
| 25463        | Feldschmiede 9l (Lage)            | O   | Reihenhaus                  |                  | 1953/1954 | Reichow, Hans Bernhard; Gühlk, Otto | 30964    | BW   |
| 25485        | Feldschmiede 10a (Lage)           | O   | Reihenhaus                  |                  | 1953/1954 | Reichow, Hans Bernhard; Gühlk, Otto | 30964    | BW   |
| 25516        | Feldschmiede 10b (Lage)           | O   | Reihenhaus                  |                  | 1953/1954 | Reichow, Hans Bernhard; Gühlk, Otto | 30964    | BW   |
| 25517        | Feldschmiede 10c (Lage)           | O   | Reihenhaus                  |                  | 1953/1954 | Reichow, Hans Bernhard; Gühlk, Otto | 30964    | BW   |
| 25518        | Feldschmiede 10d (Lage)           | O   | Reihenhaus                  |                  | 1953/1954 | Reichow, Hans Bernhard; Gühlk, Otto | 30964    | BW   |
| 25519        | Feldschmiede 10e (Lage)           | O   | Reihenhaus                  |                  | 1953/1954 | Reichow, Hans Bernhard; Gühlk, Otto | 30964    | BW   |
| 25520        | Feldschmiede 10f (Lage)           | O   | Reihenhaus                  |                  | 1953/1954 | Reichow, Hans Bernhard; Gühlk, Otto | 30964    | BW   |
| 25521        | Feldschmiede 10g (Lage)           | O   | Reihenhaus                  |                  | 1953/1954 | Reichow, Hans Bernhard; Gühlk, Otto | 30964    | BW   |
| 25522        | Feldschmiede 10h (Lage)           | O   | Reihenhaus                  |                  | 1953/1954 | Reichow, Hans Bernhard; Gühlk, Otto | 30964    | BW   |
| 25523        | Feldschmiede 10i (Lage)           | O   | Reihenhaus                  |                  | 1953/1954 | Reichow, Hans Bernhard; Gühlk, Otto | 30964    | BW   |
| 25524        | Feldschmiede 10k (Lage)           | O   | Reihenhaus                  |                  | 1953/1954 | Reichow, Hans Bernhard; Gühlk, Otto | 30964    | BW   |
| 25525        | Feldschmiede 10l (Lage)           | O   | Reihenhaus                  |                  | 1953/1954 | Reichow, Hans Bernhard; Gühlk, Otto | 30964    | BW   |
| 25464        | Feldschmiede 11 (Lage)            | O   | Mehrfamilienhaus            |                  | 1953/1954 | Reichow, Hans Bernhard; Gühlk, Otto | 30964    | BW   |
| 23583 (1405) | Feldschmiede 11a (Lage)           | O   | Mehrfamilienhaus            |                  | 1953/1954 | Reichow, Hans Bernhard; Gühlk, Otto | 30964    | BW   |
| 25465        | Feldschmiede 11b (Lage)           | O   | Mehrfamilienhaus            |                  | 1953/1954 | Reichow, Hans Bernhard; Gühlk, Otto | 30964    | BW   |
| 24329        | Feldschmiede 12a (Lage)           | O   | Reihenhaus                  |                  | 1953/1954 | Reichow, Hans Bernhard; Gühlk, Otto | 30964    | BW   |
| 25526        | Feldschmiede 12b (Lage)           | O   | Reihenhaus                  |                  | 1953/1954 | Reichow, Hans Bernhard; Gühlk, Otto | 30964    | BW   |
| 25527        | Feldschmiede 12c (Lage)           | O   | Reihenhaus                  |                  | 1953/1954 | Reichow, Hans Bernhard; Gühlk, Otto | 30964    | BW   |
| 25528        | Feldschmiede 12d (Lage)           | O   | Reihenhaus                  |                  | 1953/1954 | Reichow, Hans Bernhard; Gühlk, Otto | 30964    | BW   |
| 25529        | Feldschmiede 12e (Lage)           | O   | Reihenhaus                  |                  | 1953/1954 | Reichow, Hans Bernhard; Gühlk, Otto | 30964    | BW   |
| 25530        | Feldschmiede 12f (Lage)           | O   | Reihenhaus                  |                  | 1953/1954 | Reichow, Hans Bernhard; Gühlk, Otto | 30964    | BW   |
| 25531        | Feldschmiede 12g (Lage)           | O   | Reihenhaus                  |                  | 1953/1954 | Reichow, Hans Bernhard; Gühlk, Otto | 30964    | BW   |
| 25532        | Feldschmiede 12h (Lage)           | O   | Reihenhaus                  |                  | 1953/1954 | Reichow, Hans Bernhard; Gühlk, Otto | 30964    | BW   |
| 25533        | Feldschmiede 12i (Lage)           | O   | Reihenhaus                  |                  | 1953/1954 | Reichow, Hans Bernhard; Gühlk, Otto | 30964    | BW   |
| 25534        | Feldschmiede 12k (Lage)           | O   | Reihenhaus                  |                  | 1953/1954 | Reichow, Hans Bernhard; Gühlk, Otto | 30964    | BW   |
| 25535        | Feldschmiede 12l (Lage)           | O   | Reihenhaus                  |                  | 1953/1954 | Reichow, Hans Bernhard; Gühlk, Otto | 30964    | BW   |
| 23584 (1405) | Feldschmiede 13a (Lage)           | O   | Reihenhaus                  |                  | 1953/1954 | Reichow, Hans Bernhard; Gühlk, Otto | 30964    |      |
| 25466        | Feldschmiede 13b (Lage)           | O   | Reihenhaus                  |                  | 1953/1954 | Reichow, Hans Bernhard; Gühlk, Otto | 30964    | BW   |
| 25468        | Feldschmiede 13c (Lage)           | O   | Reihenhaus                  |                  | 1953/1954 | Reichow, Hans Bernhard; Gühlk, Otto | 30964    | BW   |
| 25469        | Feldschmiede 13d (Lage)           | O   | Reihenhaus                  |                  | 1953/1954 | Reichow, Hans Bernhard; Gühlk, Otto | 30964    | BW   |
| 25470        | Feldschmiede 13e (Lage)           | O   | Reihenhaus                  |                  | 1953/1954 | Reichow, Hans Bernhard; Gühlk, Otto | 30964    | BW   |
| 25471        | Feldschmiede 13f (Lage)           | O   | Reihenhaus                  |                  | 1953/1954 | Reichow, Hans Bernhard; Gühlk, Otto | 30964    | BW   |
| 25472        | Feldschmiede 13g (Lage)           | O   | Reihenhaus                  |                  | 1953/1954 | Reichow, Hans Bernhard; Gühlk, Otto | 30964    | BW   |
| 24332        | Feldschmiede 14a (Lage)           | O   | Mehrfamilienhaus            |                  | 1953/1954 | Reichow, Hans Bernhard; Gühlk, Otto | 30964    |      |
| 25536        | Feldschmiede 14b (Lage)           | O   | Mehrfamilienhaus            |                  | 1953/1954 | Reichow, Hans Bernhard; Gühlk, Otto | 30964    | BW   |
| 25537        | Feldschmiede 14c (Lage)           | O   | Mehrfamilienhaus            |                  | 1953/1954 | Reichow, Hans Bernhard; Gühlk, Otto | 30964    | BW   |
| 25538        | Feldschmiede 14d (Lage)           | O   | Mehrfamilienhaus            |                  | 1953/1954 | Reichow, Hans Bernhard; Gühlk, Otto | 30964    | BW   |
| 25539        | Feldschmiede 14e (Lage)           | O   | Mehrfamilienhaus            |                  | 1953/1954 | Reichow, Hans Bernhard; Gühlk, Otto | 30964    | BW   |
| 25540        | Feldschmiede 14f (Lage)           | O   | Mehrfamilienhaus            |                  | 1953/1954 | Reichow, Hans Bernhard; Gühlk, Otto | 30964    | BW   |
| 25541        | Feldschmiede 14g (Lage)           | O   | Mehrfamilienhaus            |                  | 1953/1954 | Reichow, Hans Bernhard; Gühlk, Otto | 30964    | BW   |
| 25542        | Feldschmiede 14h (Lage)           | O   | Mehrfamilienhaus            |                  | 1953/1954 | Reichow, Hans Bernhard; Gühlk, Otto | 30964    | BW   |
| 25543        | Feldschmiede 14i (Lage)           | O   | Mehrfamilienhaus            |                  | 1953/1954 | Reichow, Hans Bernhard; Gühlk, Otto | 30964    | BW   |
| 25544        | Feldschmiede 14k (Lage)           | O   | Mehrfamilienhaus            |                  | 1953/1954 | Reichow, Hans Bernhard; Gühlk, Otto | 30964    | BW   |
| 25545        | Feldschmiede 14l (Lage)           | O   | Mehrfamilienhaus            |                  | 1953/1954 | Reichow, Hans Bernhard; Gühlk, Otto | 30964    | BW   |
| 25546        | Feldschmiede 14m (Lage)           | O   | Mehrfamilienhaus            |                  | 1953/1954 | Reichow, Hans Bernhard; Gühlk, Otto | 30964    | BW   |
| 25473        | Feldschmiede 15 (Lage)            | O   | Mehrfamilienhaus            |                  | 1953/1954 | Reichow, Hans Bernhard; Gühlk, Otto | 30964    | BW   |
| 23586 (1405) | Feldschmiede 15a (Lage)           | O   | Mehrfamilienhaus            |                  | 1953/1954 | Reichow, Hans Bernhard; Gühlk, Otto | 30964    | BW   |
| 24487        | Feldschmiede 15b (Lage)           | O   | Mehrfamilienhaus            |                  | 1953/1954 | Reichow, Hans Bernhard; Gühlk, Otto | 30964    | BW   |
| 24488        | Feldschmiede 15c (Lage)           | O   | Mehrfamilienhaus            |                  | 1953/1954 | Reichow, Hans Bernhard; Gühlk, Otto | 30964    | BW   |
| 24489        | Feldschmiede 15d (Lage)           | O   | Mehrfamilienhaus            |                  | 1953/1954 | Reichow, Hans Bernhard; Gühlk, Otto | 30964    | BW   |
| 24334        | Feldschmiede 16a (Lage)           | O   | Mehrfamilienhaus            |                  | 1953/1954 | Reichow, Hans Bernhard; Gühlk, Otto | 30964    | BW   |
| 25547        | Feldschmiede 16b (Lage)           | O   | Mehrfamilienhaus            |                  | 1953/1954 | Reichow, Hans Bernhard; Gühlk, Otto | 30964    | BW   |
| 25548        | Feldschmiede 16c (Lage)           | O   | Mehrfamilienhaus            |                  | 1953/1954 | Reichow, Hans Bernhard; Gühlk, Otto | 30964    | BW   |
| 25549        | Feldschmiede 16d (Lage)           | O   | Mehrfamilienhaus            |                  | 1953/1954 | Reichow, Hans Bernhard; Gühlk, Otto | 30964    | BW   |
| 25551        | Feldschmiede 16e (Lage)           | O   | Mehrfamilienhaus            |                  | 1953/1954 | Reichow, Hans Bernhard; Gühlk, Otto | 30964    | BW   |
| 25552        | Feldschmiede 16f (Lage)           | O   | Mehrfamilienhaus            |                  | 1953/1954 | Reichow, Hans Bernhard; Gühlk, Otto | 30964    | BW   |
| 25553        | Feldschmiede 16g (Lage)           | O   | Mehrfamilienhaus            |                  | 1953/1954 | Reichow, Hans Bernhard; Gühlk, Otto | 30964    | BW   |
| 25554        | Feldschmiede 16h (Lage)           | O   | Mehrfamilienhaus            |                  | 1953/1954 | Reichow, Hans Bernhard; Gühlk, Otto | 30964    | BW   |
| 25555        | Feldschmiede 16i (Lage)           | O   | Mehrfamilienhaus            |                  | 1953/1954 | Reichow, Hans Bernhard; Gühlk, Otto | 30964    | BW   |
| 25556        | Feldschmiede 16k (Lage)           | O   | Mehrfamilienhaus            |                  | 1953/1954 | Reichow, Hans Bernhard; Gühlk, Otto | 30964    | BW   |
| 24503        | Feldschmiede 16l (Lage)           | O   | Mehrfamilienhaus            |                  | 1953/1954 | Reichow, Hans Bernhard; Gühlk, Otto | 30964    | BW   |
| 24504        | Feldschmiede 16m (Lage)           | O   | Mehrfamilienhaus            |                  | 1953/1954 | Reichow, Hans Bernhard; Gühlk, Otto | 30964    | BW   |
| 24490        | Feldschmiede 17 (Lage)            | O   | Mehrfamilienhaus            |                  | 1953/1954 | Reichow, Hans Bernhard; Gühlk, Otto | 30964    |      |
| 23589 (1405) | Feldschmiede 17a (Lage)           | O   | Mehrfamilienhaus            |                  | 1953/1954 | Reichow, Hans Bernhard; Gühlk, Otto | 30964    | BW   |
| 24491        | Feldschmiede 17b (Lage)           | O   | Mehrfamilienhaus            |                  | 1953/1954 | Reichow, Hans Bernhard; Gühlk, Otto | 30964    | BW   |
| 24333        | Feldschmiede 18a (Lage)           | O   | Mehrfamilienhaus            |                  | 1953/1954 | Reichow, Hans Bernhard; Gühlk, Otto | 30964    | BW   |
| 24506        | Feldschmiede 18b (Lage)           | O   | Mehrfamilienhaus            |                  | 1953/1954 | Reichow, Hans Bernhard; Gühlk, Otto | 30964    | BW   |
| 24507        | Feldschmiede 18c (Lage)           | O   | Mehrfamilienhaus            |                  | 1953/1954 | Reichow, Hans Bernhard; Gühlk, Otto | 30964    | BW   |
| 24508        | Feldschmiede 18d (Lage)           | O   | Mehrfamilienhaus            |                  | 1953/1954 | Reichow, Hans Bernhard; Gühlk, Otto | 30964    | BW   |
| 24505        | Feldschmiede 18e (Lage)           | O   | Mehrfamilienhaus            |                  | 1953/1954 | Reichow, Hans Bernhard; Gühlk, Otto | 30964    | BW   |
| 24509        | Feldschmiede 18f (Lage)           | O   | Mehrfamilienhaus            |                  | 1953/1954 | Reichow, Hans Bernhard; Gühlk, Otto | 30964    | BW   |
| 24510        | Feldschmiede 18g (Lage)           | O   | Mehrfamilienhaus            |                  | 1953/1954 | Reichow, Hans Bernhard; Gühlk, Otto | 30964    | BW   |
| 24511        | Feldschmiede 18h (Lage)           | O   | Mehrfamilienhaus            |                  | 1953/1954 | Reichow, Hans Bernhard; Gühlk, Otto | 30964    | BW   |
| 24512        | Feldschmiede 18i (Lage)           | O   | Mehrfamilienhaus            |                  | 1953/1954 | Reichow, Hans Bernhard; Gühlk, Otto | 30964    | BW   |
| 24513        | Feldschmiede 18k (Lage)           | O   | Mehrfamilienhaus            |                  | 1953/1954 | Reichow, Hans Bernhard; Gühlk, Otto | 30964    | BW   |
| 24514        | Feldschmiede 18l (Lage)           | O   | Mehrfamilienhaus            |                  | 1953/1954 | Reichow, Hans Bernhard; Gühlk, Otto | 30964    | BW   |
| 24515        | Feldschmiede 18m (Lage)           | O   | Mehrfamilienhaus            |                  | 1953/1954 | Reichow, Hans Bernhard; Gühlk, Otto | 30964    | BW   |
| 24492        | Feldschmiede 19 (Lage)            | O   | Mehrfamilienhaus            |                  | 1953/1954 | Reichow, Hans Bernhard; Gühlk, Otto | 30964    | BW   |
| 23588 (1405) | Feldschmiede 19a (Lage)           | O   | Mehrfamilienhaus            |                  | 1953/1954 | Reichow, Hans Bernhard; Gühlk, Otto | 30964    | BW   |
| 24493        | Feldschmiede 19b (Lage)           | O   | Mehrfamilienhaus            |                  | 1953/1954 | Reichow, Hans Bernhard; Gühlk, Otto | 30964    | BW   |
| 24331        | Feldschmiede 20a (Lage)           | O   | Mehrfamilienhaus            |                  | 1953/1954 | Reichow, Hans Bernhard; Gühlk, Otto | 30964    | BW   |
| 24516        | Feldschmiede 20b (Lage)           | O   | Mehrfamilienhaus            |                  | 1953/1954 | Reichow, Hans Bernhard; Gühlk, Otto | 30964    | BW   |
| 24517        | Feldschmiede 20c (Lage)           | O   | Mehrfamilienhaus            |                  | 1953/1954 | Reichow, Hans Bernhard; Gühlk, Otto | 30964    | BW   |
| 24518        | Feldschmiede 20d (Lage)           | O   | Mehrfamilienhaus            |                  | 1953/1954 | Reichow, Hans Bernhard; Gühlk, Otto | 30964    | BW   |
| 25557        | Feldschmiede 20e (Lage)           | O   | Mehrfamilienhaus            |                  | 1953/1954 | Reichow, Hans Bernhard; Gühlk, Otto | 30964    | BW   |
| 25559        | Feldschmiede 20f (Lage)           | O   | Mehrfamilienhaus            |                  | 1953/1954 | Reichow, Hans Bernhard; Gühlk, Otto | 30964    | BW   |
| 25560        | Feldschmiede 20g (Lage)           | O   | Mehrfamilienhaus            |                  | 1953/1954 | Reichow, Hans Bernhard; Gühlk, Otto | 30964    | BW   |
| 25561        | Feldschmiede 20h (Lage)           | O   | Mehrfamilienhaus            |                  | 1953/1954 | Reichow, Hans Bernhard; Gühlk, Otto | 30964    | BW   |
| 25562        | Feldschmiede 20i (Lage)           | O   | Mehrfamilienhaus            |                  | 1953/1954 | Reichow, Hans Bernhard; Gühlk, Otto | 30964    | BW   |
| 25563        | Feldschmiede 20k (Lage)           | O   | Mehrfamilienhaus            |                  | 1953/1954 | Reichow, Hans Bernhard; Gühlk, Otto | 30964    | BW   |
| 25564        | Feldschmiede 20l (Lage)           | O   | Mehrfamilienhaus            |                  | 1953/1954 | Reichow, Hans Bernhard; Gühlk, Otto | 30964    | BW   |
| 25565        | Feldschmiede 20m (Lage)           | O   | Mehrfamilienhaus            |                  | 1953/1954 | Reichow, Hans Bernhard; Gühlk, Otto | 30964    | BW   |
| 25227        | Feldschmiede 22a (Lage)           | O   | Mehrfamilienhaus            |                  | 1953/1954 | Reichow, Hans Bernhard; Gühlk, Otto | 30964    | BW   |
| 25566        | Feldschmiede 22b (Lage)           | O   | Mehrfamilienhaus            |                  | 1953/1954 | Reichow, Hans Bernhard; Gühlk, Otto | 30964    | BW   |
| 25567        | Feldschmiede 22c (Lage)           | O   | Mehrfamilienhaus            |                  | 1953/1954 | Reichow, Hans Bernhard; Gühlk, Otto | 30964    | BW   |
| 25568        | Feldschmiede 22d (Lage)           | O   | Mehrfamilienhaus            |                  | 1953/1954 | Reichow, Hans Bernhard; Gühlk, Otto | 30964    | BW   |
| 25569        | Feldschmiede 22e (Lage)           | O   | Mehrfamilienhaus            |                  | 1953/1954 | Reichow, Hans Bernhard; Gühlk, Otto | 30964    | BW   |
| 25570        | Feldschmiede 22f (Lage)           | O   | Mehrfamilienhaus            |                  | 1953/1954 | Reichow, Hans Bernhard; Gühlk, Otto | 30964    | BW   |
| 25571        | Feldschmiede 22g (Lage)           | O   | Mehrfamilienhaus            |                  | 1953/1954 | Reichow, Hans Bernhard; Gühlk, Otto | 30964    | BW   |
| 25572        | Feldschmiede 22h (Lage)           | O   | Mehrfamilienhaus            |                  | 1953/1954 | Reichow, Hans Bernhard; Gühlk, Otto | 30964    | BW   |
| 25573        | Feldschmiede 22i (Lage)           | O   | Mehrfamilienhaus            |                  | 1953/1954 | Reichow, Hans Bernhard; Gühlk, Otto | 30964    | BW   |
| 25574        | Feldschmiede 22k (Lage)           | O   | Mehrfamilienhaus            |                  | 1953/1954 | Reichow, Hans Bernhard; Gühlk, Otto | 30964    | BW   |
| 23579 (1405) | Feldschmiede 23a (Lage)           | O   | Reihenhaus                  |                  | 1953/1954 | Reichow, Hans Bernhard; Gühlk, Otto | 30964    |      |
| 24494        | Feldschmiede 23b (Lage)           | O   | Reihenhaus                  |                  | 1953/1954 | Reichow, Hans Bernhard; Gühlk, Otto | 30964    | BW   |
| 24495        | Feldschmiede 23c (Lage)           | O   | Reihenhaus                  |                  | 1953/1954 | Reichow, Hans Bernhard; Gühlk, Otto | 30964    | BW   |
| 24496        | Feldschmiede 23d (Lage)           | O   | Reihenhaus                  |                  | 1953/1954 | Reichow, Hans Bernhard; Gühlk, Otto | 30964    | BW   |
| 24497        | Feldschmiede 23e (Lage)           | O   | Reihenhaus                  |                  | 1953/1954 | Reichow, Hans Bernhard; Gühlk, Otto | 30964    | BW   |
| 24498        | Feldschmiede 23f (Lage)           | O   | Reihenhaus                  |                  | 1953/1954 | Reichow, Hans Bernhard; Gühlk, Otto | 30964    | BW   |
| 24499        | Feldschmiede 23g (Lage)           | O   | Reihenhaus                  |                  | 1953/1954 | Reichow, Hans Bernhard; Gühlk, Otto | 30964    | BW   |
| 24500        | Feldschmiede 23h (Lage)           | O   | Reihenhaus                  |                  | 1953/1954 | Reichow, Hans Bernhard; Gühlk, Otto | 30964    | BW   |
| 24501        | Feldschmiede 23i (Lage)           | O   | Reihenhaus                  |                  | 1953/1954 | Reichow, Hans Bernhard; Gühlk, Otto | 30964    | BW   |
| 24502        | Feldschmiede 23k (Lage)           | O   | Reihenhaus                  |                  | 1953/1954 | Reichow, Hans Bernhard; Gühlk, Otto | 30964    | BW   |
| 25487        | Feldschmiede 24 (Lage)            | O   | Reihenhaus                  |                  | 1953/1954 | Reichow, Hans Bernhard; Gühlk, Otto | 30964    | BW   |
| 23577 (1405) | Feldschmiede 25a (Lage)           | O   | Reihenhaus                  |                  | 1953/1954 | Reichow, Hans Bernhard; Gühlk, Otto | 30964    | BW   |
| 25474        | Feldschmiede 25b (Lage)           | O   | Reihenhaus                  |                  | 1953/1954 | Reichow, Hans Bernhard; Gühlk, Otto | 30964    | BW   |
| 25476        | Feldschmiede 25c (Lage)           | O   | Reihenhaus                  |                  | 1953/1954 | Reichow, Hans Bernhard; Gühlk, Otto | 30964    | BW   |
| 25477        | Feldschmiede 25d (Lage)           | O   | Reihenhaus                  |                  | 1953/1954 | Reichow, Hans Bernhard; Gühlk, Otto | 30964    | BW   |
| 25478        | Feldschmiede 25e (Lage)           | O   | Reihenhaus                  |                  | 1953/1954 | Reichow, Hans Bernhard; Gühlk, Otto | 30964    | BW   |
| 25479        | Feldschmiede 25f (Lage)           | O   | Reihenhaus                  |                  | 1953/1954 | Reichow, Hans Bernhard; Gühlk, Otto | 30964    | BW   |
| 25480        | Feldschmiede 25g (Lage)           | O   | Reihenhaus                  |                  | 1953/1954 | Reichow, Hans Bernhard; Gühlk, Otto | 30964    | BW   |
| 25481        | Feldschmiede 25h (Lage)           | O   | Reihenhaus                  |                  | 1953/1954 | Reichow, Hans Bernhard; Gühlk, Otto | 30964    | BW   |
| 25482        | Feldschmiede 25i (Lage)           | O   | Reihenhaus                  |                  | 1953/1954 | Reichow, Hans Bernhard; Gühlk, Otto | 30964    | BW   |
| 25483        | Feldschmiede 25k (Lage)           | O   | Reihenhaus                  |                  | 1953/1954 | Reichow, Hans Bernhard; Gühlk, Otto | 30964    | BW   |
| 25488        | Feldschmiede 26 (Lage)            | O   | Reihenhaus                  |                  | 1953/1954 | Reichow, Hans Bernhard; Gühlk, Otto | 30964    | BW   |
| 23578 (1405) | Feldschmiede 27a (Lage)           | O   | Reihenhaus                  |                  | 1953/1954 | Reichow, Hans Bernhard; Gühlk, Otto | 30964    |      |
| 24320        | Feldschmiede 27b (Lage)           | O   | Reihenhaus                  |                  | 1953/1954 | Reichow, Hans Bernhard; Gühlk, Otto | 30964    | BW   |
| 24321        | Feldschmiede 27c (Lage)           | O   | Reihenhaus                  |                  | 1953/1954 | Reichow, Hans Bernhard; Gühlk, Otto | 30964    | BW   |
| 24322        | Feldschmiede 27d (Lage)           | O   | Reihenhaus                  |                  | 1953/1954 | Reichow, Hans Bernhard; Gühlk, Otto | 30964    | BW   |
| 24323        | Feldschmiede 27e (Lage)           | O   | Reihenhaus                  |                  | 1953/1954 | Reichow, Hans Bernhard; Gühlk, Otto | 30964    | BW   |
| 24324        | Feldschmiede 27f (Lage)           | O   | Reihenhaus                  |                  | 1953/1954 | Reichow, Hans Bernhard; Gühlk, Otto | 30964    | BW   |
| 24295        | Feldschmiede 27g (Lage)           | O   | Reihenhaus                  |                  | 1953/1954 | Reichow, Hans Bernhard; Gühlk, Otto | 30964    | BW   |
| 24296        | Feldschmiede 27h (Lage)           | O   | Reihenhaus                  |                  | 1953/1954 | Reichow, Hans Bernhard; Gühlk, Otto | 30964    | BW   |
| 24297        | Feldschmiede 27i (Lage)           | O   | Reihenhaus                  |                  | 1953/1954 | Reichow, Hans Bernhard; Gühlk, Otto | 30964    | BW   |
| 24298        | Feldschmiede 27k (Lage)           | O   | Reihenhaus                  |                  | 1953/1954 | Reichow, Hans Bernhard; Gühlk, Otto | 30964    | BW   |
| 25489        | Feldschmiede 28 (Lage)            | O   | Reihenhaus                  |                  | 1953/1954 | Reichow, Hans Bernhard; Gühlk, Otto | 30964    | BW   |
| 25490        | Feldschmiede 30 (Lage)            | O   | Reihenhaus                  |                  | 1953/1954 | Reichow, Hans Bernhard; Gühlk, Otto | 30964    | BW   |
| 23587 (1405) | Feldschmiede 31a (Lage)           | O   | Reihenhaus                  |                  | 1953/1954 | Reichow, Hans Bernhard; Gühlk, Otto | 30964    | BW   |
| 24299        | Feldschmiede 31b (Lage)           | O   | Reihenhaus                  |                  | 1953/1954 | Reichow, Hans Bernhard; Gühlk, Otto | 30964    | BW   |
| 24300        | Feldschmiede 31c (Lage)           | O   | Reihenhaus                  |                  | 1953/1954 | Reichow, Hans Bernhard; Gühlk, Otto | 30964    | BW   |
| 24301        | Feldschmiede 31d (Lage)           | O   | Reihenhaus                  |                  | 1953/1954 | Reichow, Hans Bernhard; Gühlk, Otto | 30964    | BW   |
| 24302        | Feldschmiede 31e (Lage)           | O   | Reihenhaus                  |                  | 1953/1954 | Reichow, Hans Bernhard; Gühlk, Otto | 30964    | BW   |
| 24303        | Feldschmiede 31f (Lage)           | O   | Reihenhaus                  |                  | 1953/1954 | Reichow, Hans Bernhard; Gühlk, Otto | 30964    | BW   |
| 24304        | Feldschmiede 31g (Lage)           | O   | Reihenhaus                  |                  | 1953/1954 | Reichow, Hans Bernhard; Gühlk, Otto | 30964    | BW   |
| 25102        | Feldschmiede 31h (Lage)           | O   | Reihenhaus                  |                  | 1953/1954 | Reichow, Hans Bernhard; Gühlk, Otto | 30964    | BW   |
| 25491        | Feldschmiede 32 (Lage)            | O   | Reihenhaus                  |                  | 1953/1954 | Reichow, Hans Bernhard; Gühlk, Otto | 30964    | BW   |
| 23580 (1405) | Feldschmiede 33a (Lage)           | O   | Reihenhaus                  |                  | 1953/1954 | Reichow, Hans Bernhard; Gühlk, Otto | 30964    | BW   |
| 25104        | Feldschmiede 33b (Lage)           | O   | Reihenhaus                  |                  | 1953/1954 | Reichow, Hans Bernhard; Gühlk, Otto | 30964    | BW   |
| 25105        | Feldschmiede 33c (Lage)           | O   | Reihenhaus                  |                  | 1953/1954 | Reichow, Hans Bernhard; Gühlk, Otto | 30964    | BW   |
| 24327        | Feldschmiede 33d (Lage)           | O   | Reihenhaus                  |                  | 1953/1954 | Reichow, Hans Bernhard; Gühlk, Otto | 30964    | BW   |
| 24326        | Feldschmiede 33e (Lage)           | O   | Reihenhaus                  |                  | 1953/1954 | Reichow, Hans Bernhard; Gühlk, Otto | 30964    | BW   |
| 24325        | Feldschmiede 33f (Lage)           | O   | Reihenhaus                  |                  | 1953/1954 | Reichow, Hans Bernhard; Gühlk, Otto | 30964    | BW   |
| 25106        | Feldschmiede 33g (Lage)           | O   | Reihenhaus                  |                  | 1953/1954 | Reichow, Hans Bernhard; Gühlk, Otto | 30964    | BW   |
| 25080        | Mahlhaus 1 (Lage)                 | O   | Wohn- und Geschäftshaus     |                  | 1953/1954 | Reichow, Hans Bernhard; Gühlk, Otto | 30964    |      |
| 25085        | Mahlhaus 1a (Lage)                | O   | Wohn- und Geschäftshaus     |                  | 1953/1954 | Reichow, Hans Bernhard; Gühlk, Otto | 30964    |      |
| 25084        | Mahlhaus 1b (Lage)                | O   | Wohn- und Geschäftshaus     |                  | 1953/1954 | Reichow, Hans Bernhard; Gühlk, Otto | 30964    |      |
| 25083        | Mahlhaus 1c (Lage)                | O   | Wohn- und Geschäftshaus     |                  | 1953/1954 | Reichow, Hans Bernhard; Gühlk, Otto | 30964    |      |
| 25082        | Mahlhaus 1d (Lage)                | O   | Gebäude                     |                  | 1953/1954 | Reichow, Hans Bernhard; Gühlk, Otto | 30964    | BW   |
| 25230        | Mahlhaus 1e (Lage)                | O   | Wohn- und Geschäftshaus     |                  | 1953/1954 | Reichow, Hans Bernhard; Gühlk, Otto | 30964    | BW   |
| 25081        | Mahlhaus 1f (Lage)                | O   | Wohn- und Geschäftshaus     |                  | 1953/1954 | Reichow, Hans Bernhard; Gühlk, Otto | 30964    | BW   |
| 25276        | Mahlhaus 2a (Lage)                | O   | Reihenhaus                  |                  | 1953/1954 | Reichow, Hans Bernhard; Gühlk, Otto | 30964    | BW   |
| 25277        | Mahlhaus 2b (Lage)                | O   | Reihenhaus                  |                  | 1953/1954 | Reichow, Hans Bernhard; Gühlk, Otto | 30964    | BW   |
| 25278        | Mahlhaus 2c (Lage)                | O   | Reihenhaus                  |                  | 1953/1954 | Reichow, Hans Bernhard; Gühlk, Otto | 30964    | BW   |
| 25279        | Mahlhaus 2d (Lage)                | O   | Reihenhaus                  |                  | 1953/1954 | Reichow, Hans Bernhard; Gühlk, Otto | 30964    | BW   |
| 25280        | Mahlhaus 2e (Lage)                | O   | Reihenhaus                  |                  | 1953/1954 | Reichow, Hans Bernhard; Gühlk, Otto | 30964    | BW   |
| 25281        | Mahlhaus 2f (Lage)                | O   | Reihenhaus                  |                  | 1953/1954 | Reichow, Hans Bernhard; Gühlk, Otto | 30964    | BW   |
| 25282        | Mahlhaus 2g (Lage)                | O   | Reihenhaus                  |                  | 1953/1954 | Reichow, Hans Bernhard; Gühlk, Otto | 30964    | BW   |
| 25086        | Mahlhaus 3 (Lage)                 | O   | Mehrfamilienhaus            |                  | 1953/1954 | Reichow, Hans Bernhard; Gühlk, Otto | 30964    |      |
| 25283        | Mahlhaus 4a (Lage)                | O   | Reihenhaus                  |                  | 1953/1954 | Reichow, Hans Bernhard; Gühlk, Otto | 30964    | BW   |
| 25284        | Mahlhaus 4b (Lage)                | O   | Reihenhaus                  |                  | 1953/1954 | Reichow, Hans Bernhard; Gühlk, Otto | 30964    | BW   |
| 25285        | Mahlhaus 4c (Lage)                | O   | Reihenhaus                  |                  | 1953/1954 | Reichow, Hans Bernhard; Gühlk, Otto | 30964    | BW   |
| 25286        | Mahlhaus 4d (Lage)                | O   | Reihenhaus                  |                  | 1953/1954 | Reichow, Hans Bernhard; Gühlk, Otto | 30964    | BW   |
| 25287        | Mahlhaus 4e (Lage)                | O   | Reihenhaus                  |                  | 1953/1954 | Reichow, Hans Bernhard; Gühlk, Otto | 30964    | BW   |
| 25288        | Mahlhaus 4f (Lage)                | O   | Reihenhaus                  |                  | 1953/1954 | Reichow, Hans Bernhard; Gühlk, Otto | 30964    | BW   |
| 25289        | Mahlhaus 4g (Lage)                | O   | Reihenhaus                  |                  | 1953/1954 | Reichow, Hans Bernhard; Gühlk, Otto | 30964    | BW   |
| 25290        | Mahlhaus 4h (Lage)                | O   | Reihenhaus                  |                  | 1953/1954 | Reichow, Hans Bernhard; Gühlk, Otto | 30964    | BW   |
| 25087        | Mahlhaus 5 (Lage)                 | O   | Reihenhaus                  |                  | 1953/1954 | Reichow, Hans Bernhard; Gühlk, Otto | 30964    |      |
| 25088        | Mahlhaus 5a (Lage)                | O   | Reihenhaus                  |                  | 1953/1954 | Reichow, Hans Bernhard; Gühlk, Otto | 30964    | BW   |
| 25089        | Mahlhaus 5b (Lage)                | O   | Reihenhaus                  |                  | 1953/1954 | Reichow, Hans Bernhard; Gühlk, Otto | 30964    | BW   |
| 25090        | Mahlhaus 5c (Lage)                | O   | Reihenhaus                  |                  | 1953/1954 | Reichow, Hans Bernhard; Gühlk, Otto | 30964    | BW   |
| 25091        | Mahlhaus 5d (Lage)                | O   | Reihenhaus                  |                  | 1953/1954 | Reichow, Hans Bernhard; Gühlk, Otto | 30964    | BW   |
| 25092        | Mahlhaus 5e (Lage)                | O   | Reihenhaus                  |                  | 1953/1954 | Reichow, Hans Bernhard; Gühlk, Otto | 30964    | BW   |
| 25291        | Mahlhaus 6a (Lage)                | O   | Reihenhaus                  |                  | 1953/1954 | Reichow, Hans Bernhard; Gühlk, Otto | 30964    | BW   |
| 25292        | Mahlhaus 6b (Lage)                | O   | Reihenhaus                  |                  | 1953/1954 | Reichow, Hans Bernhard; Gühlk, Otto | 30964    | BW   |
| 25293        | Mahlhaus 6c (Lage)                | O   | Reihenhaus                  |                  | 1953/1954 | Reichow, Hans Bernhard; Gühlk, Otto | 30964    | BW   |
| 25294        | Mahlhaus 6d (Lage)                | O   | Reihenhaus                  |                  | 1953/1954 | Reichow, Hans Bernhard; Gühlk, Otto | 30964    | BW   |
| 25295        | Mahlhaus 6e (Lage)                | O   | Reihenhaus                  |                  | 1953/1954 | Reichow, Hans Bernhard; Gühlk, Otto | 30964    | BW   |
| 25296        | Mahlhaus 6f (Lage)                | O   | Reihenhaus                  |                  | 1953/1954 | Reichow, Hans Bernhard; Gühlk, Otto | 30964    | BW   |
| 25297        | Mahlhaus 6g (Lage)                | O   | Reihenhaus                  |                  | 1953/1954 | Reichow, Hans Bernhard; Gühlk, Otto | 30964    |      |
| 25298        | Mahlhaus 6h (Lage)                | O   | Reihenhaus                  |                  | 1953/1954 | Reichow, Hans Bernhard; Gühlk, Otto | 30964    | BW   |
| 25093        | Mahlhaus 7 (Lage)                 | O   | Reihenhaus                  |                  | 1953/1954 | Reichow, Hans Bernhard; Gühlk, Otto | 30964    | BW   |
| 25094        | Mahlhaus 7a (Lage)                | O   | Reihenhaus                  |                  | 1953/1954 | Reichow, Hans Bernhard; Gühlk, Otto | 30964    | BW   |
| 25095        | Mahlhaus 7b (Lage)                | O   | Reihenhaus                  |                  | 1953/1954 | Reichow, Hans Bernhard; Gühlk, Otto | 30964    | BW   |
| 25096        | Mahlhaus 7c (Lage)                | O   | Reihenhaus                  |                  | 1953/1954 | Reichow, Hans Bernhard; Gühlk, Otto | 30964    | BW   |
| 25097        | Mahlhaus 7d (Lage)                | O   | Reihenhaus                  |                  | 1953/1954 | Reichow, Hans Bernhard; Gühlk, Otto | 30964    | BW   |
| 25098        | Mahlhaus 7e (Lage)                | O   | Reihenhaus                  |                  | 1953/1954 | Reichow, Hans Bernhard; Gühlk, Otto | 30964    | BW   |
| 25099        | Mahlhaus 7f (Lage)                | O   | Reihenhaus                  |                  | 1953/1954 | Reichow, Hans Bernhard; Gühlk, Otto | 30964    | BW   |
| 25100        | Mahlhaus 7g (Lage)                | O   | Reihenhaus                  |                  | 1953/1954 | Reichow, Hans Bernhard; Gühlk, Otto | 30964    | BW   |
| 25299        | Mahlhaus 8a (Lage)                | O   | Reihenhaus                  |                  | 1953/1954 | Reichow, Hans Bernhard; Gühlk, Otto | 30964    | BW   |
| 25300        | Mahlhaus 8b (Lage)                | O   | Reihenhaus                  |                  | 1953/1954 | Reichow, Hans Bernhard; Gühlk, Otto | 30964    | BW   |
| 25301        | Mahlhaus 8c (Lage)                | O   | Reihenhaus                  |                  | 1953/1954 | Reichow, Hans Bernhard; Gühlk, Otto | 30964    | BW   |
| 25302        | Mahlhaus 8d (Lage)                | O   | Reihenhaus                  |                  | 1953/1954 | Reichow, Hans Bernhard; Gühlk, Otto | 30964    | BW   |
| 25303        | Mahlhaus 8e (Lage)                | O   | Reihenhaus                  |                  | 1953/1954 | Reichow, Hans Bernhard; Gühlk, Otto | 30964    | BW   |
| 24305        | Mahlhaus 8f (Lage)                | O   | Reihenhaus                  |                  | 1953/1954 | Reichow, Hans Bernhard; Gühlk, Otto | 30964    | BW   |
| 24306        | Mahlhaus 8g (Lage)                | O   | Reihenhaus                  |                  | 1953/1954 | Reichow, Hans Bernhard; Gühlk, Otto | 30964    | BW   |
| 24307        | Mahlhaus 8h (Lage)                | O   | Reihenhaus                  |                  | 1953/1954 | Reichow, Hans Bernhard; Gühlk, Otto | 30964    | BW   |
| 25101        | Mahlhaus 9 (Lage)                 | O   | Reihenhaus                  |                  | 1953/1954 | Reichow, Hans Bernhard; Gühlk, Otto | 30964    | BW   |
| 24290        | Mahlhaus 9a (Lage)                | O   | Reihenhaus                  |                  | 1953/1954 | Reichow, Hans Bernhard; Gühlk, Otto | 30964    | BW   |
| 24291        | Mahlhaus 9b (Lage)                | O   | Reihenhaus                  |                  | 1953/1954 | Reichow, Hans Bernhard; Gühlk, Otto | 30964    | BW   |
| 24292        | Mahlhaus 9c (Lage)                | O   | Reihenhaus                  |                  | 1953/1954 | Reichow, Hans Bernhard; Gühlk, Otto | 30964    | BW   |
| 24293        | Mahlhaus 9d (Lage)                | O   | Reihenhaus                  |                  | 1953/1954 | Reichow, Hans Bernhard; Gühlk, Otto | 30964    | BW   |
| 24294        | Mahlhaus 9e (Lage)                | O   | Reihenhaus                  |                  | 1953/1954 | Reichow, Hans Bernhard; Gühlk, Otto | 30964    | BW   |
| 24308        | Mahlhaus 10a (Lage)               | O   | Reihenhaus                  |                  | 1953/1954 | Reichow, Hans Bernhard; Gühlk, Otto | 30964    | BW   |
| 24309        | Mahlhaus 10b (Lage)               | O   | Reihenhaus                  |                  | 1953/1954 | Reichow, Hans Bernhard; Gühlk, Otto | 30964    | BW   |
| 24310        | Mahlhaus 10c (Lage)               | O   | Reihenhaus                  |                  | 1953/1954 | Reichow, Hans Bernhard; Gühlk, Otto | 30964    | BW   |
| 24311        | Mahlhaus 10d (Lage)               | O   | Reihenhaus                  |                  | 1953/1954 | Reichow, Hans Bernhard; Gühlk, Otto | 30964    | BW   |
| 24312        | Mahlhaus 10e (Lage)               | O   | Reihenhaus                  |                  | 1953/1954 | Reichow, Hans Bernhard; Gühlk, Otto | 30964    | BW   |
| 24313        | Mahlhaus 10f (Lage)               | O   | Reihenhaus                  |                  | 1953/1954 | Reichow, Hans Bernhard; Gühlk, Otto | 30964    | BW   |
| 24314        | Mahlhaus 10g (Lage)               | O   | Reihenhaus                  |                  | 1953/1954 | Reichow, Hans Bernhard; Gühlk, Otto | 30964    | BW   |
| 24315        | Mahlhaus 10h (Lage)               | O   | Reihenhaus                  |                  | 1953/1954 | Reichow, Hans Bernhard; Gühlk, Otto | 30964    | BW   |
| 25191        | Mahlhaus 11 (Lage)                | O   | Reihenhaus                  |                  | 1953/1954 | Reichow, Hans Bernhard; Gühlk, Otto | 30964    | BW   |
| 25192        | Mahlhaus 11a (Lage)               | O   | Reihenhaus                  |                  | 1953/1954 | Reichow, Hans Bernhard; Gühlk, Otto | 30964    | BW   |
| 25193        | Mahlhaus 11b (Lage)               | O   | Reihenhaus                  |                  | 1953/1954 | Reichow, Hans Bernhard; Gühlk, Otto | 30964    | BW   |
| 25194        | Mahlhaus 11c (Lage)               | O   | Reihenhaus                  |                  | 1953/1954 | Reichow, Hans Bernhard; Gühlk, Otto | 30964    | BW   |
| 25195        | Mahlhaus 11d (Lage)               | O   | Reihenhaus                  |                  | 1953/1954 | Reichow, Hans Bernhard; Gühlk, Otto | 30964    | BW   |
| 25196        | Mahlhaus 11e (Lage)               | O   | Reihenhaus                  |                  | 1953/1954 | Reichow, Hans Bernhard; Gühlk, Otto | 30964    | BW   |
| 25197        | Mahlhaus 11f (Lage)               | O   | Reihenhaus                  |                  | 1953/1954 | Reichow, Hans Bernhard; Gühlk, Otto | 30964    | BW   |
| 24316        | Mahlhaus 12a (Lage)               | O   | Reihenhaus                  |                  | 1953/1954 | Reichow, Hans Bernhard; Gühlk, Otto | 30964    | BW   |
| 24317        | Mahlhaus 12b (Lage)               | O   | Reihenhaus                  |                  | 1953/1954 | Reichow, Hans Bernhard; Gühlk, Otto | 30964    | BW   |
| 24318        | Mahlhaus 12c (Lage)               | O   | Reihenhaus                  |                  | 1953/1954 | Reichow, Hans Bernhard; Gühlk, Otto | 30964    | BW   |
| 24319        | Mahlhaus 12d (Lage)               | O   | Reihenhaus                  |                  | 1953/1954 | Reichow, Hans Bernhard; Gühlk, Otto | 30964    | BW   |
| 25304        | Mahlhaus 12e (Lage)               | O   | Reihenhaus                  |                  | 1953/1954 | Reichow, Hans Bernhard; Gühlk, Otto | 30964    | BW   |
| 25305        | Mahlhaus 12f (Lage)               | O   | Reihenhaus                  |                  | 1953/1954 | Reichow, Hans Bernhard; Gühlk, Otto | 30964    | BW   |
| 25306        | Mahlhaus 12g (Lage)               | O   | Reihenhaus                  |                  | 1953/1954 | Reichow, Hans Bernhard; Gühlk, Otto | 30964    | BW   |
| 25307        | Mahlhaus 12h (Lage)               | O   | Reihenhaus                  |                  | 1953/1954 | Reichow, Hans Bernhard; Gühlk, Otto | 30964    | BW   |
| 25198        | Mahlhaus 13a (Lage)               | O   | Reihenhaus                  |                  | 1953/1954 | Reichow, Hans Bernhard; Gühlk, Otto | 30964    | BW   |
| 25199        | Mahlhaus 13b (Lage)               | O   | Reihenhaus                  |                  | 1953/1954 | Reichow, Hans Bernhard; Gühlk, Otto | 30964    | BW   |
| 25200        | Mahlhaus 13c (Lage)               | O   | Reihenhaus                  |                  | 1953/1954 | Reichow, Hans Bernhard; Gühlk, Otto | 30964    | BW   |
| 25201        | Mahlhaus 13d (Lage)               | O   | Reihenhaus                  |                  | 1953/1954 | Reichow, Hans Bernhard; Gühlk, Otto | 30964    | BW   |
| 25202        | Mahlhaus 13e (Lage)               | O   | Reihenhaus                  |                  | 1953/1954 | Reichow, Hans Bernhard; Gühlk, Otto | 30964    | BW   |
| 25203        | Mahlhaus 13f (Lage)               | O   | Reihenhaus                  |                  | 1953/1954 | Reichow, Hans Bernhard; Gühlk, Otto | 30964    | BW   |
| 25204        | Mahlhaus 13g (Lage)               | O   | Reihenhaus                  |                  | 1953/1954 | Reichow, Hans Bernhard; Gühlk, Otto | 30964    | BW   |
| 25205        | Mahlhaus 13h (Lage)               | O   | Reihenhaus                  |                  | 1953/1954 | Reichow, Hans Bernhard; Gühlk, Otto | 30964    | BW   |
| 25206        | Mahlhaus 13i (Lage)               | O   | Reihenhaus                  |                  | 1953/1954 | Reichow, Hans Bernhard; Gühlk, Otto | 30964    | BW   |
| 25308        | Mahlhaus 14a (Lage)               | O   | Reihenhaus                  |                  | 1953/1954 | Reichow, Hans Bernhard; Gühlk, Otto | 30964    | BW   |
| 25309        | Mahlhaus 14b (Lage)               | O   | Reihenhaus                  |                  | 1953/1954 | Reichow, Hans Bernhard; Gühlk, Otto | 30964    | BW   |
| 25310        | Mahlhaus 14c (Lage)               | O   | Reihenhaus                  |                  | 1953/1954 | Reichow, Hans Bernhard; Gühlk, Otto | 30964    | BW   |
| 25311        | Mahlhaus 14d (Lage)               | O   | Reihenhaus                  |                  | 1953/1954 | Reichow, Hans Bernhard; Gühlk, Otto | 30964    | BW   |
| 25312        | Mahlhaus 14e (Lage)               | O   | Reihenhaus                  |                  | 1953/1954 | Reichow, Hans Bernhard; Gühlk, Otto | 30964    | BW   |
| 25313        | Mahlhaus 14f (Lage)               | O   | Reihenhaus                  |                  | 1953/1954 | Reichow, Hans Bernhard; Gühlk, Otto | 30964    | BW   |
| 25314        | Mahlhaus 14g (Lage)               | O   | Reihenhaus                  |                  | 1953/1954 | Reichow, Hans Bernhard; Gühlk, Otto | 30964    | BW   |
| 25315        | Mahlhaus 14h (Lage)               | O   | Reihenhaus                  |                  | 1953/1954 | Reichow, Hans Bernhard; Gühlk, Otto | 30964    | BW   |
| 25207        | Mahlhaus 15a (Lage)               | O   | Reihenhaus                  |                  | 1953/1954 | Reichow, Hans Bernhard; Gühlk, Otto | 30964    | BW   |
| 25208        | Mahlhaus 15b (Lage)               | O   | Reihenhaus                  |                  | 1953/1954 | Reichow, Hans Bernhard; Gühlk, Otto | 30964    | BW   |
| 25209        | Mahlhaus 15c (Lage)               | O   | Reihenhaus                  |                  | 1953/1954 | Reichow, Hans Bernhard; Gühlk, Otto | 30964    | BW   |
| 25210        | Mahlhaus 15d (Lage)               | O   | Reihenhaus                  |                  | 1953/1954 | Reichow, Hans Bernhard; Gühlk, Otto | 30964    | BW   |
| 25211        | Mahlhaus 15e (Lage)               | O   | Reihenhaus                  |                  | 1953/1954 | Reichow, Hans Bernhard; Gühlk, Otto | 30964    | BW   |
| 25212        | Mahlhaus 15f (Lage)               | O   | Reihenhaus                  |                  | 1953/1954 | Reichow, Hans Bernhard; Gühlk, Otto | 30964    | BW   |
| 25213        | Mahlhaus 15g (Lage)               | O   | Reihenhaus                  |                  | 1953/1954 | Reichow, Hans Bernhard; Gühlk, Otto | 30964    | BW   |
| 25214        | Mahlhaus 15h (Lage)               | O   | Reihenhaus                  |                  | 1953/1954 | Reichow, Hans Bernhard; Gühlk, Otto | 30964    | BW   |
| 25215        | Mahlhaus 15i (Lage)               | O   | Reihenhaus                  |                  | 1953/1954 | Reichow, Hans Bernhard; Gühlk, Otto | 30964    | BW   |
| 25216        | Mahlhaus 15k (Lage)               | O   | Reihenhaus                  |                  | 1953/1954 | Reichow, Hans Bernhard; Gühlk, Otto | 30964    | BW   |
| 25316        | Mahlhaus 16a (Lage)               | O   | Reihenhaus                  |                  | 1953/1954 | Reichow, Hans Bernhard; Gühlk, Otto | 30964    | BW   |
| 25317        | Mahlhaus 16b (Lage)               | O   | Reihenhaus                  |                  | 1953/1954 | Reichow, Hans Bernhard; Gühlk, Otto | 30964    | BW   |
| 25318        | Mahlhaus 16c (Lage)               | O   | Reihenhaus                  |                  | 1953/1954 | Reichow, Hans Bernhard; Gühlk, Otto | 30964    | BW   |
| 25319        | Mahlhaus 16d (Lage)               | O   | Reihenhaus                  |                  | 1953/1954 | Reichow, Hans Bernhard; Gühlk, Otto | 30964    | BW   |
| 25320        | Mahlhaus 16e (Lage)               | O   | Reihenhaus                  |                  | 1953/1954 | Reichow, Hans Bernhard; Gühlk, Otto | 30964    | BW   |
| 25321        | Mahlhaus 16f (Lage)               | O   | Reihenhaus                  |                  | 1953/1954 | Reichow, Hans Bernhard; Gühlk, Otto | 30964    | BW   |
| 25322        | Mahlhaus 16g (Lage)               | O   | Reihenhaus                  |                  | 1953/1954 | Reichow, Hans Bernhard; Gühlk, Otto | 30964    | BW   |
| 25323        | Mahlhaus 16h (Lage)               | O   | Reihenhaus                  |                  | 1953/1954 | Reichow, Hans Bernhard; Gühlk, Otto | 30964    | BW   |
| 25231        | Mahlhaus 17a (Lage)               | O   | Reihenhaus                  |                  | 1953/1954 | Reichow, Hans Bernhard; Gühlk, Otto | 30964    | BW   |
| 25232        | Mahlhaus 17b (Lage)               | O   | Reihenhaus                  |                  | 1953/1954 | Reichow, Hans Bernhard; Gühlk, Otto | 30964    | BW   |
| 25233        | Mahlhaus 17c (Lage)               | O   | Reihenhaus                  |                  | 1953/1954 | Reichow, Hans Bernhard; Gühlk, Otto | 30964    | BW   |
| 25234        | Mahlhaus 17d (Lage)               | O   | Reihenhaus                  |                  | 1953/1954 | Reichow, Hans Bernhard; Gühlk, Otto | 30964    | BW   |
| 25235        | Mahlhaus 17e (Lage)               | O   | Reihenhaus                  |                  | 1953/1954 | Reichow, Hans Bernhard; Gühlk, Otto | 30964    | BW   |
| 25236        | Mahlhaus 17f (Lage)               | O   | Reihenhaus                  |                  | 1953/1954 | Reichow, Hans Bernhard; Gühlk, Otto | 30964    | BW   |
| 25237        | Mahlhaus 17g (Lage)               | O   | Reihenhaus                  |                  | 1953/1954 | Reichow, Hans Bernhard; Gühlk, Otto | 30964    | BW   |
| 25238        | Mahlhaus 17h (Lage)               | O   | Reihenhaus                  |                  | 1953/1954 | Reichow, Hans Bernhard; Gühlk, Otto | 30964    | BW   |
| 25239        | Mahlhaus 17i (Lage)               | O   | Reihenhaus                  |                  | 1953/1954 | Reichow, Hans Bernhard; Gühlk, Otto | 30964    | BW   |
| 25324        | Mahlhaus 18a (Lage)               | O   | Reihenhaus                  |                  | 1953/1954 | Reichow, Hans Bernhard; Gühlk, Otto | 30964    | BW   |
| 25325        | Mahlhaus 18b (Lage)               | O   | Reihenhaus                  |                  | 1953/1954 | Reichow, Hans Bernhard; Gühlk, Otto | 30964    | BW   |
| 25326        | Mahlhaus 18c (Lage)               | O   | Reihenhaus                  |                  | 1953/1954 | Reichow, Hans Bernhard; Gühlk, Otto | 30964    | BW   |
| 23565 (1405) | Mahlhaus 18d (Lage)               | O   | Reihenhaus                  |                  | 1953/1954 | Reichow, Hans Bernhard; Gühlk, Otto | 30964    | BW   |
| 23566 (1405) | Mahlhaus 18e (Lage)               | O   | Reihenhaus                  |                  | 1953/1954 | Reichow, Hans Bernhard; Gühlk, Otto | 30964    | BW   |
| 23567 (1405) | Mahlhaus 18f (Lage)               | O   | Reihenhaus                  |                  | 1953/1954 | Reichow, Hans Bernhard; Gühlk, Otto | 30964    | BW   |
| 23568 (1405) | Mahlhaus 18g (Lage)               | O   | Reihenhaus                  |                  | 1953/1954 | Reichow, Hans Bernhard; Gühlk, Otto | 30964    | BW   |
| 23569 (1405) | Mahlhaus 18h (Lage)               | O   | Reihenhaus                  |                  | 1953/1954 | Reichow, Hans Bernhard; Gühlk, Otto | 30964    | BW   |
| 25240        | Mahlhaus 19a (Lage)               | O   | Reihenhaus                  |                  | 1953/1954 | Reichow, Hans Bernhard; Gühlk, Otto | 30964    | BW   |
| 25241        | Mahlhaus 19b (Lage)               | O   | Reihenhaus                  |                  | 1953/1954 | Reichow, Hans Bernhard; Gühlk, Otto | 30964    | BW   |
| 25242        | Mahlhaus 19c (Lage)               | O   | Reihenhaus                  |                  | 1953/1954 | Reichow, Hans Bernhard; Gühlk, Otto | 30964    | BW   |
| 25243        | Mahlhaus 19d (Lage)               | O   | Reihenhaus                  |                  | 1953/1954 | Reichow, Hans Bernhard; Gühlk, Otto | 30964    | BW   |
| 25244        | Mahlhaus 19e (Lage)               | O   | Reihenhaus                  |                  | 1953/1954 | Reichow, Hans Bernhard; Gühlk, Otto | 30964    | BW   |
| 25245        | Mahlhaus 19f (Lage)               | O   | Reihenhaus                  |                  | 1953/1954 | Reichow, Hans Bernhard; Gühlk, Otto | 30964    | BW   |
| 25246        | Mahlhaus 19g (Lage)               | O   | Reihenhaus                  |                  | 1953/1954 | Reichow, Hans Bernhard; Gühlk, Otto | 30964    | BW   |
| 25247        | Mahlhaus 19h (Lage)               | O   | Reihenhaus                  |                  | 1953/1954 | Reichow, Hans Bernhard; Gühlk, Otto | 30964    | BW   |
| 25248        | Mahlhaus 19i (Lage)               | O   | Reihenhaus                  |                  | 1953/1954 | Reichow, Hans Bernhard; Gühlk, Otto | 30964    | BW   |
| 23570 (1405) | Mahlhaus 20 (Lage)                | O   | Reihenhaus                  |                  | 1953/1954 | Reichow, Hans Bernhard; Gühlk, Otto | 30964    | BW   |
| 25249        | Mahlhaus 21a (Lage)               | O   | Reihenhaus                  |                  | 1953/1954 | Reichow, Hans Bernhard; Gühlk, Otto | 30964    | BW   |
| 25250        | Mahlhaus 21b (Lage)               | O   | Reihenhaus                  |                  | 1953/1954 | Reichow, Hans Bernhard; Gühlk, Otto | 30964    | BW   |
| 25251        | Mahlhaus 21c (Lage)               | O   | Reihenhaus                  |                  | 1953/1954 | Reichow, Hans Bernhard; Gühlk, Otto | 30964    | BW   |
| 25252        | Mahlhaus 21d (Lage)               | O   | Reihenhaus                  |                  | 1953/1954 | Reichow, Hans Bernhard; Gühlk, Otto | 30964    | BW   |
| 25253        | Mahlhaus 21e (Lage)               | O   | Reihenhaus                  |                  | 1953/1954 | Reichow, Hans Bernhard; Gühlk, Otto | 30964    | BW   |
| 25254        | Mahlhaus 21f (Lage)               | O   | Reihenhaus                  |                  | 1953/1954 | Reichow, Hans Bernhard; Gühlk, Otto | 30964    | BW   |
| 25255        | Mahlhaus 21g (Lage)               | O   | Reihenhaus                  |                  | 1953/1954 | Reichow, Hans Bernhard; Gühlk, Otto | 30964    | BW   |
| 25256        | Mahlhaus 21h (Lage)               | O   | Reihenhaus                  |                  | 1953/1954 | Reichow, Hans Bernhard; Gühlk, Otto | 30964    | BW   |
| 25257        | Mahlhaus 21i (Lage)               | O   | Reihenhaus                  |                  | 1953/1954 | Reichow, Hans Bernhard; Gühlk, Otto | 30964    | BW   |
| 23571 (1405) | Mahlhaus 22 (Lage)                | O   | Reihenhaus                  |                  | 1953/1954 | Reichow, Hans Bernhard; Gühlk, Otto | 30964    | BW   |
| 25258        | Mahlhaus 23a (Lage)               | O   | Reihenhaus                  |                  | 1953/1954 | Reichow, Hans Bernhard; Gühlk, Otto | 30964    | BW   |
| 25259        | Mahlhaus 23b (Lage)               | O   | Reihenhaus                  |                  | 1953/1954 | Reichow, Hans Bernhard; Gühlk, Otto | 30964    | BW   |
| 25260        | Mahlhaus 23c (Lage)               | O   | Reihenhaus                  |                  | 1953/1954 | Reichow, Hans Bernhard; Gühlk, Otto | 30964    | BW   |
| 25261        | Mahlhaus 23d (Lage)               | O   | Reihenhaus                  |                  | 1953/1954 | Reichow, Hans Bernhard; Gühlk, Otto | 30964    | BW   |
| 25262        | Mahlhaus 23e (Lage)               | O   | Reihenhaus                  |                  | 1953/1954 | Reichow, Hans Bernhard; Gühlk, Otto | 30964    | BW   |
| 25263        | Mahlhaus 23f (Lage)               | O   | Reihenhaus                  |                  | 1953/1954 | Reichow, Hans Bernhard; Gühlk, Otto | 30964    | BW   |
| 25264        | Mahlhaus 23g (Lage)               | O   | Reihenhaus                  |                  | 1953/1954 | Reichow, Hans Bernhard; Gühlk, Otto | 30964    | BW   |
| 25265        | Mahlhaus 23h (Lage)               | O   | Reihenhaus                  |                  | 1953/1954 | Reichow, Hans Bernhard; Gühlk, Otto | 30964    | BW   |
| 25266        | Mahlhaus 23i (Lage)               | O   | Reihenhaus                  |                  | 1953/1954 | Reichow, Hans Bernhard; Gühlk, Otto | 30964    | BW   |
| 23572 (1405) | Mahlhaus 24 (Lage)                | O   | Reihenhaus                  |                  | 1953/1954 | Reichow, Hans Bernhard; Gühlk, Otto | 30964    | BW   |
| 25267        | Mahlhaus 25a (Lage)               | O   | Reihenhaus                  |                  | 1953/1954 | Reichow, Hans Bernhard; Gühlk, Otto | 30964    | BW   |
| 25268        | Mahlhaus 25b (Lage)               | O   | Reihenhaus                  |                  | 1953/1954 | Reichow, Hans Bernhard; Gühlk, Otto | 30964    | BW   |
| 25269        | Mahlhaus 25c (Lage)               | O   | Reihenhaus                  |                  | 1953/1954 | Reichow, Hans Bernhard; Gühlk, Otto | 30964    | BW   |
| 25270        | Mahlhaus 25d (Lage)               | O   | Reihenhaus                  |                  | 1953/1954 | Reichow, Hans Bernhard; Gühlk, Otto | 30964    | BW   |
| 25271        | Mahlhaus 25e (Lage)               | O   | Reihenhaus                  |                  | 1953/1954 | Reichow, Hans Bernhard; Gühlk, Otto | 30964    | BW   |
| 25272        | Mahlhaus 25f (Lage)               | O   | Reihenhaus                  |                  | 1953/1954 | Reichow, Hans Bernhard; Gühlk, Otto | 30964    | BW   |
| 25273        | Mahlhaus 25g (Lage)               | O   | Reihenhaus                  |                  | 1953/1954 | Reichow, Hans Bernhard; Gühlk, Otto | 30964    | BW   |
| 25274        | Mahlhaus 25h (Lage)               | O   | Reihenhaus                  |                  | 1953/1954 | Reichow, Hans Bernhard; Gühlk, Otto | 30964    | BW   |
| 25275        | Mahlhaus 25i (Lage)               | O   | Reihenhaus                  |                  | 1953/1954 | Reichow, Hans Bernhard; Gühlk, Otto | 30964    | BW   |
| 23573 (1405) | Mahlhaus 26 (Lage)                | O   | Reihenhaus                  |                  | 1953/1954 | Reichow, Hans Bernhard; Gühlk, Otto | 30964    | BW   |
| 23574 (1405) | Mahlhaus 28 (Lage)                | O   | Reihenhaus                  |                  | 1953/1954 | Reichow, Hans Bernhard; Gühlk, Otto | 30964    | BW   |
| 25361        | Meilerstraße 1 (Lage)             | O   | Reihenhaus                  |                  | 1953/1954 | Reichow, Hans Bernhard; Gühlk, Otto | 30964    | BW   |
| 25362        | Meilerstraße 3 (Lage)             | O   | Reihenhaus                  |                  | 1953/1954 | Reichow, Hans Bernhard; Gühlk, Otto | 30964    | BW   |
| 25363        | Meilerstraße 5 (Lage)             | O   | Reihenhaus                  |                  | 1953/1954 | Reichow, Hans Bernhard; Gühlk, Otto | 30964    | BW   |
| 25364        | Meilerstraße 7 (Lage)             | O   | Reihenhaus                  |                  | 1953/1954 | Reichow, Hans Bernhard; Gühlk, Otto | 30964    | BW   |
| 25365        | Meilerstraße 9 (Lage)             | O   | Reihenhaus                  |                  | 1953/1954 | Reichow, Hans Bernhard; Gühlk, Otto | 30964    | BW   |
| 25366        | Meilerstraße 11 (Lage)            | O   | Reihenhaus                  |                  | 1953/1954 | Reichow, Hans Bernhard; Gühlk, Otto | 30964    | BW   |
| 25367        | Meilerstraße 13 (Lage)            | O   | Reihenhaus                  |                  | 1953/1954 | Reichow, Hans Bernhard; Gühlk, Otto | 30964    | BW   |
| 25368        | Meilerstraße 15 (Lage)            | O   | Reihenhaus                  |                  | 1953/1954 | Reichow, Hans Bernhard; Gühlk, Otto | 30964    | BW   |
| 25369        | Meilerstraße 17 (Lage)            | O   | Reihenhaus                  |                  | 1953/1954 | Reichow, Hans Bernhard; Gühlk, Otto | 30964    | BW   |
| 25370        | Meilerstraße 19 (Lage)            | O   | Mehrfamilienhaus            |                  | 1953/1954 | Reichow, Hans Bernhard; Gühlk, Otto | 30964    |      |
| 25371        | Meilerstraße 21 (Lage)            | O   | Mehrfamilienhaus            |                  | 1953/1954 | Reichow, Hans Bernhard; Gühlk, Otto | 30964    | BW   |
| 25372        | Meilerstraße 23 (Lage)            | O   | Mehrfamilienhaus            |                  | 1953/1954 | Reichow, Hans Bernhard; Gühlk, Otto | 30964    | BW   |
| 25373        | Meilerstraße 25 (Lage)            | O   | Mehrfamilienhaus            |                  | 1953/1954 | Reichow, Hans Bernhard; Gühlk, Otto | 30964    | BW   |
| 25374        | Meilerstraße 27 (Lage)            | O   | Mehrfamilienhaus            |                  | 1953/1954 | Reichow, Hans Bernhard; Gühlk, Otto | 30964    | BW   |
| 25375        | Meilerstraße 29 (Lage)            | O   | Mehrfamilienhaus            |                  | 1953/1954 | Reichow, Hans Bernhard; Gühlk, Otto | 30964    | BW   |
| 25603        | Meilerstraße 29a (Lage)           | O   | Mehrfamilienhaus            |                  | 1953/1954 | Reichow, Hans Bernhard; Gühlk, Otto | 30964    | BW   |
| 25604        | Meilerstraße 29b (Lage)           | O   | Mehrfamilienhaus            |                  | 1953/1954 | Reichow, Hans Bernhard; Gühlk, Otto | 30964    | BW   |
| 25605        | Meilerstraße 29c (Lage)           | O   | Mehrfamilienhaus            |                  | 1953/1954 | Reichow, Hans Bernhard; Gühlk, Otto | 30964    | BW   |
| 25376        | Meilerstraße 31 (Lage)            | O   | Mehrfamilienhaus            |                  | 1953/1954 | Reichow, Hans Bernhard; Gühlk, Otto | 30964    | BW   |
| 25598        | Meilerstraße 33 (Lage)            | O   | Mehrfamilienhaus            |                  | 1953/1954 | Reichow, Hans Bernhard; Gühlk, Otto | 30964    | BW   |
| 25599        | Meilerstraße 35 (Lage)            | O   | Mehrfamilienhaus            |                  | 1953/1954 | Reichow, Hans Bernhard; Gühlk, Otto | 30964    | BW   |
| 25606        | Meilerstraße 35a (Lage)           | O   | Mehrfamilienhaus            |                  | 1953/1954 | Reichow, Hans Bernhard; Gühlk, Otto | 30964    | BW   |
| 25607        | Meilerstraße 35b (Lage)           | O   | Mehrfamilienhaus            |                  | 1953/1954 | Reichow, Hans Bernhard; Gühlk, Otto | 30964    | BW   |
| 25608        | Meilerstraße 35c (Lage)           | O   | Mehrfamilienhaus            |                  | 1953/1954 | Reichow, Hans Bernhard; Gühlk, Otto | 30964    | BW   |
| 25609        | Meilerstraße 35d (Lage)           | O   | Mehrfamilienhaus            |                  | 1953/1954 | Reichow, Hans Bernhard; Gühlk, Otto | 30964    | BW   |
| 25610        | Meilerstraße 35e (Lage)           | O   | Mehrfamilienhaus            |                  | 1953/1954 | Reichow, Hans Bernhard; Gühlk, Otto | 30964    | BW   |
| 25611        | Meilerstraße 35f (Lage)           | O   | Mehrfamilienhaus            |                  | 1953/1954 | Reichow, Hans Bernhard; Gühlk, Otto | 30964    | BW   |
| 25600        | Meilerstraße 37 (Lage)            | O   | Mehrfamilienhaus            |                  | 1953/1954 | Reichow, Hans Bernhard; Gühlk, Otto | 30964    | BW   |
| 25601        | Meilerstraße 39 (Lage)            | O   | Mehrfamilienhaus            |                  | 1953/1954 | Reichow, Hans Bernhard; Gühlk, Otto | 30964    | BW   |
| 25602        | Meilerstraße 41 (Lage)            | O   | Mehrfamilienhaus            |                  | 1953/1954 | Reichow, Hans Bernhard; Gühlk, Otto | 30964    | BW   |